# Jules Mazarin
« Mazarin » redirige ici. Pour les autres significations, voir Mazarin (homonymie).

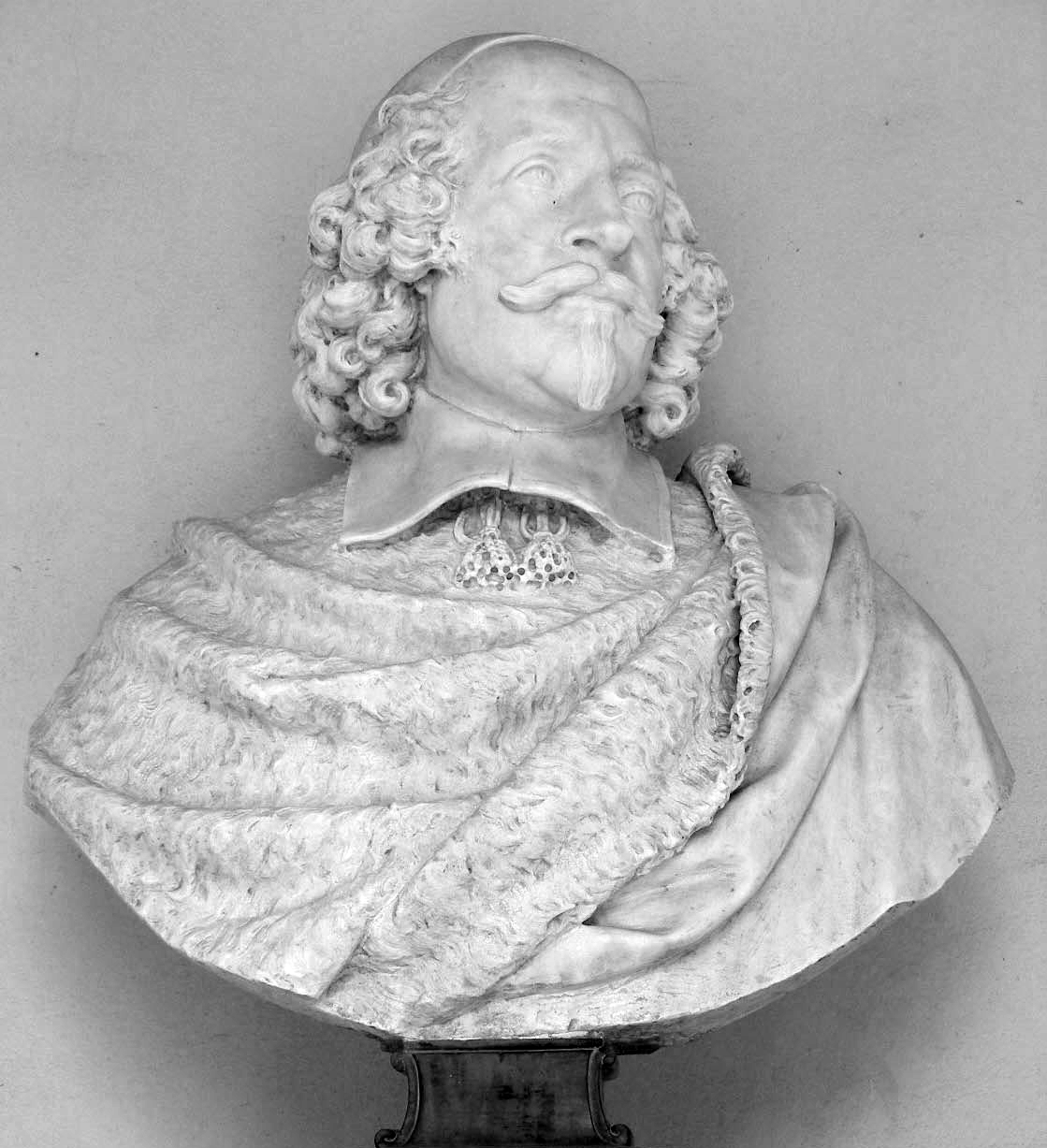
Buste de Mazarin par Louis Lerambert (bibliothèque Mazarine).

Jules Raymond Mazarin (Giulio Raimondo Mazzarino, Mazarino, Mazarini ou Mazzarini), connu sous son titre de cardinal Mazarin, né à Pescina, dans les Abruzzes (royaume de Naples), le 14 juillet 1602 et mort à Vincennes le 9 mars 1661, est un prélat, diplomate et homme politique français d'origine italienne, d'abord au service de la papauté, puis des rois de France Louis XIII et Louis XIV. Il succède à Richelieu en tant que principal ministre d'État de 1643 à 1661.

## Biographie

### Origines
La jeunesse de Mazarin est relativement peu connue, du fait de son origine sociale modeste. Deux sources existent : un témoignage anonyme non daté d'un soi-disant « ami d'enfance », récit riche en anecdotes vivantes mais aussi en invraisemblances, et les souvenirs publiés par l'abbé Elpidio Benedetti, un proche du cardinal, devenu son secrétaire en août 1635 puis son homme d'affaires à Rome ainsi que son rabatteur d'antiquités. L'essentiel n'est d'ailleurs pas là, mais dans la formidable ascension sociale d'un personnage que rien ne prédestinait aux fonctions qu'il a occupées. À la veille de sa mort, et sans grande conviction, il demanda à des généalogistes de lui inventer une ascendance glorieuse. Les hypothèses les plus farfelues furent étudiées, mais le cardinal mourut avant l'achèvement des recherches.
Giulio Raimondo Mazzarini est le fils de Pietro Mazzarini, secrétaire et intendant du prince Philippe Colonna, grand connétable du royaume de Naples, et d'Hortensia Buffalini. Il naît le 14 juillet 1602 à Pescina, dans les Abruzzes, dans le Centre-Est de l'Italie où demeurait l'abbé Buffalini, qui convia sa sœur Hortensia, enceinte, à venir passer les dernières semaines de sa grossesse loin des miasmes de l'été romain. Elle accoucha de son premier fils, qui naquit « coiffé » et doté de deux dents. On pensait alors que de tels signes présageaient d'une haute fortune. Plus tard, le cardinal s'en prévalut souvent. Il passa son enfance à Rome, où demeuraient ses parents.
La famille Mazzarini était d'origine génoise. Le grand-père de Mazarin, Giulio, avait quitté Gênes pour s'installer en Sicile et s'établir à Palerme, en tant que simple citoyen non noble. Ses deux fils, l'oncle Hieronimo et le père du cardinal, Pierre Mazzarini, naquirent donc en Sicile. La relative réussite de la famille dans l'artisanat ou le commerce, les sources sont imprécises, permirent de les faire étudier à l'école. À quatorze ans, Pietro fut envoyé à Rome afin de terminer ses études, muni de lettres de recommandation pour Filippo I Colonna, connétable du royaume de Naples. Le jeune homme entra à son service sans qu'on sache exactement à quelle fonction. C'est comme proche de la famille Colonna que le père de Mazarin put progresser socialement. Mazarin fut d'ailleurs toujours reconnaissant envers la famille Colonna, répétant toujours que sa fortune lui était venue de la faveur de cette maison. Par sa conduite habile et prudente, Pietro se vit proposer en 1600 par son maître de réaliser un beau mariage avec Hortensia Buffalini, filleule du connétable, appartenant à une famille noble mais désargentée de Città di Castello en Ombrie. La jeune fille avait une réputation de beauté et de vertu. Le couple eut deux fils et quatre filles (ou deux fils et cinq filles).

### Famille
Le futur cardinal est le second des sept enfants de Pierre Mazzarini (Palerme, 1576 - Rome, 13 novembre 1654) et d'Hortensia Buffalini (Rome, 1575 - Rome, 11 avril 1644), :
- Sa sœur Geronima, née à Rome le 11 janvier 1601 et morte dans l'été qui a suivi ;
- Giulio, né à Pescina le 14 juillet 1602 ;
- Son frère Alessandro, baptisé à Pescina le 1er septembre 1605. En religion, Michele Mazzarini, dominicain, cardinal de Sainte-Cécile. Mort à Rome le 31 août 1648 ;
- Sa sœur Anna-Maria (d'abord nommée Geronima en souvenir de la petite morte), née en 1607, morte en 1669. Religieuse, Prieure de Santa Maria in Campo ;
- Sa sœur Laura Margherita (Chieti, 4 mai 1608 - Milan, 9 juin 1685). Épouse le 16 juillet 1634 Geronimo Martinozzi (mort en septembre 1639), fils du comte Vicenzo Martinozzi (mort le 1er octobre 1645). Dont deux filles :
  - Laure Martinozzi (Fano, 27 mai 1639 - Rome, 16 septembre 1687), épouse en 1655 Alphonse IV, duc de Modène, (1634-1662). Deux de leurs enfants survécurent :
    - un fils, François II, duc de Modène (1660-1694),
    - une fille, Marie Béatrice (1658-1718), épouse en 1672 Jacques II, roi d'Angleterre,

  - Anne Marie Martinozzi (Rome, 1637-Paris, 1672), épouse en 1654 Armand de Bourbon, prince de Conti (1629-1666). d'où trois fils :
    - Louis (*/† 1658),
    - Louis-Armand Ier (1661–1685), prince de Conti,
    - François-Louis « le Grand Conti » (1664–1709), prince de La-Roche-sur-Yon, prince de Conti en 1685,
- Sa sœur Cléria (Rome, 10 avril 1609 (baptisée le 13 avril) - vers le 12 juillet 1649), épouse en avril 1643 Pietro Antonio Muti, fils du marquis Fabrizio Muti. Sans postérité ;
- Geronima Mazzarini, dite Girolama (Rome, 29 décembre 1614 (baptisée le 2 janvier 1615) - Paris, le 29 décembre 1656), épouse le 6 août 1634 le baron Michele Lorenzo Mancini (mort en octobre 1650). Neuf enfants :
  - Vittoria, dite Laure Mancini (Rome, 1635 - Paris, 8 février 1657), épouse en 1651 Louis II de Vendôme, duc de Mercœur (1612-1668). Trois fils,
  - Paolo Giulio, dit Paul Jules Mancini (1636 - Paris, 18 juillet 1652), tué à la bataille du faubourg Saint-Antoine,
  - Olympe Mancini (Rome, 1638 - Bruxelles, 9 octobre 1708), épouse le 20 février 1657 Eugène-Maurice de Savoie-Carignan, comte de Soissons (1635 - 1673). Entre autres enfants, deux fils :
    - Louis-Thomas de Savoie-Carignan, 4e comte de Soissons (1er août 1657 - Landau, 14 août 1702),
    - Eugène de Savoie-Carignan (1663 - 1736), capitaine et diplomate au service de l'Autriche,

  - Marie Mancini (Rome, 28 août 1639 - Madrid, 1715), épouse en 1661 Lorenzo Onofrio Colonna, connétable de Naples (1636 - 15 avril 1689). Trois fils,
  - Philippe Mancini (26 mai 1641 - Rome, 8 mai 1707), duc de Nevers. épouse le 15 décembre 1670 Diane-Gabrielle de Damas-Thianges, nièce de Madame de Montespan. Deux fils et deux filles,
  - Alphonse Mancini (Rome, 1644 - Paris, 5 janvier 1658),
  - Hortense Mancini (Rome, 6 juin 1646 - Chelsea, Angleterre, 1699), épouse le 28 février 1661 Armand-Charles de La Porte de La Meilleraye, puis duc de Mazarin, duc de Mayenne (1632 - 9 novembre 1713). Trois filles et un fils,
  - une fillette, en 1647, qui meurt à l'âge de deux ans,
  - Marie Anne Mancini (Rome, 1649 - 1715). Épouse en 1662 Godefroy Maurice de La Tour d'Auvergne, duc de Bouillon et neveu de Turenne. Dix enfants.

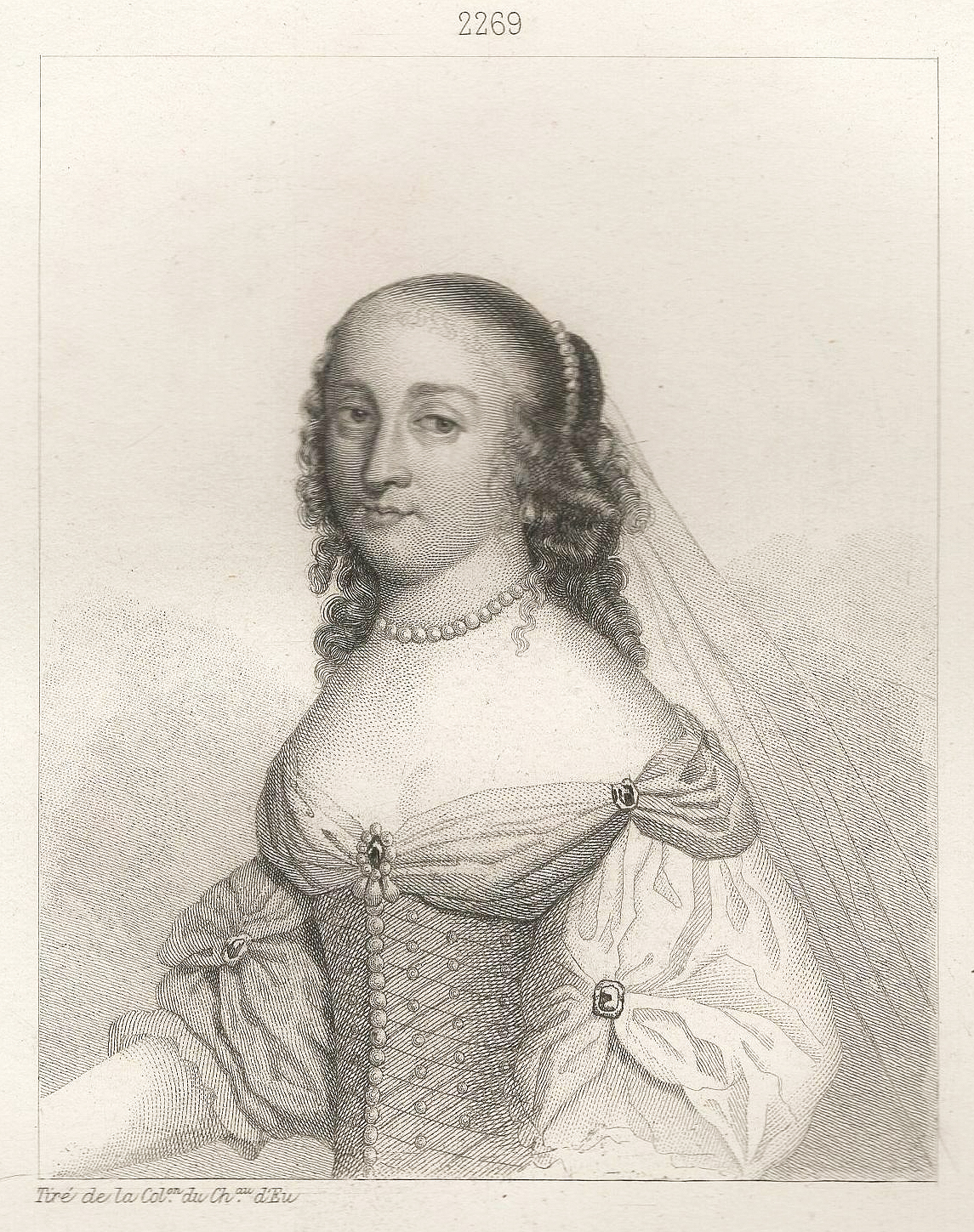
Laure Mancini, duchesse de Mercœur (1636-1657).
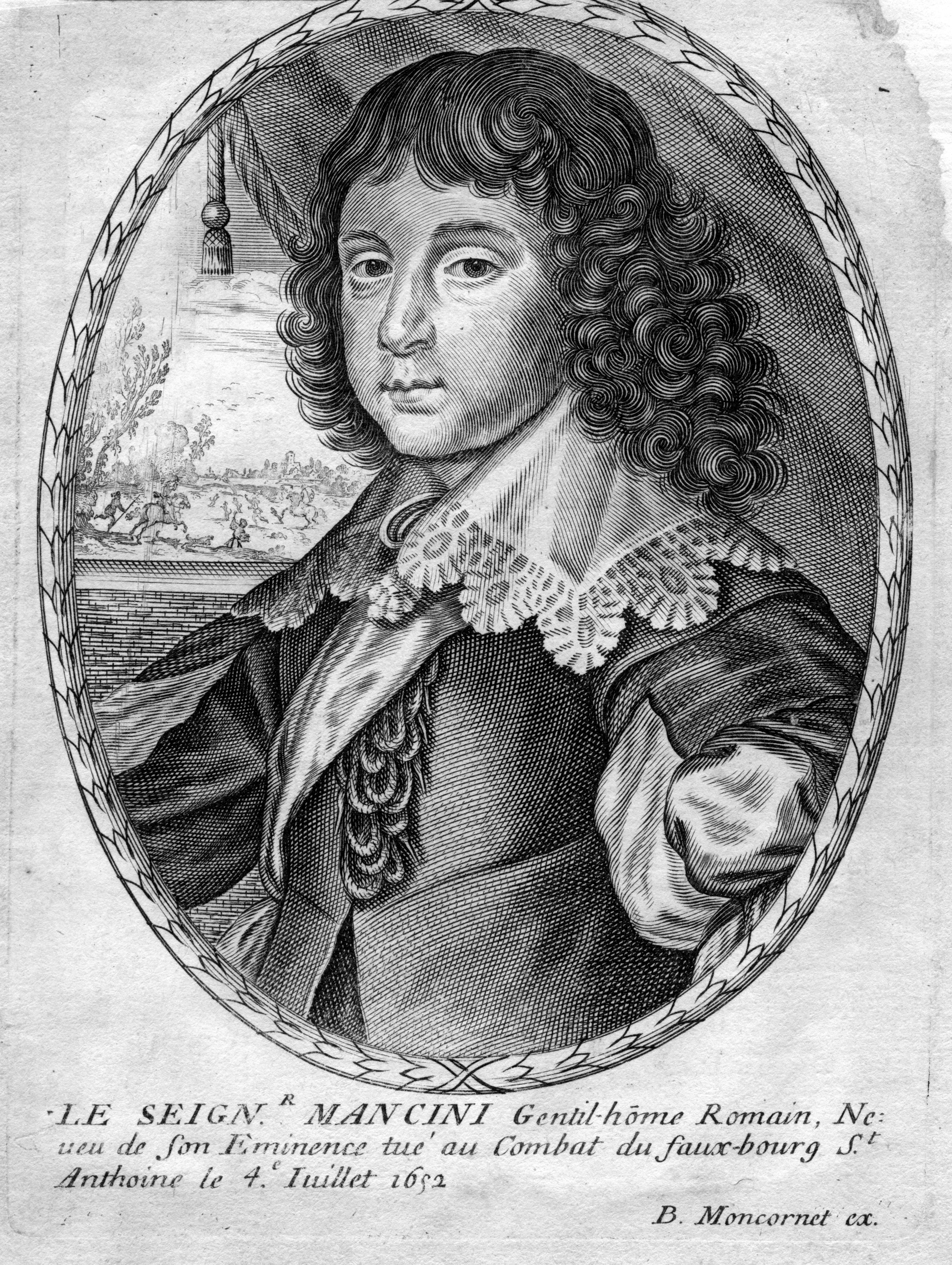
Paul Jules Mancini, neveu de Mazarin (1636-1652).
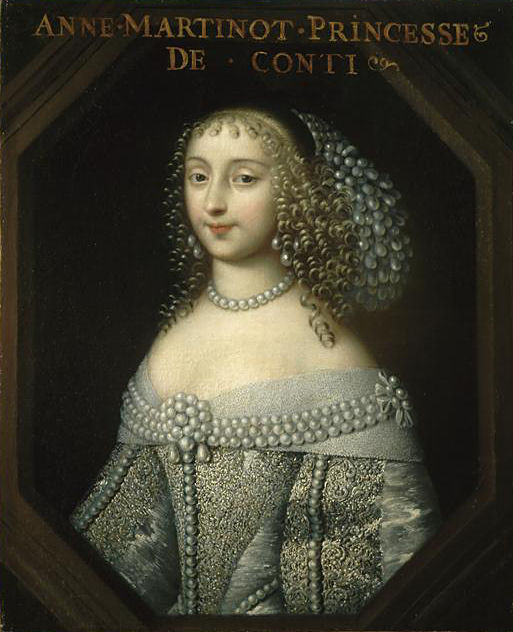
Anne-Marie Martinozzi, princesse de Conti (1637-1672).
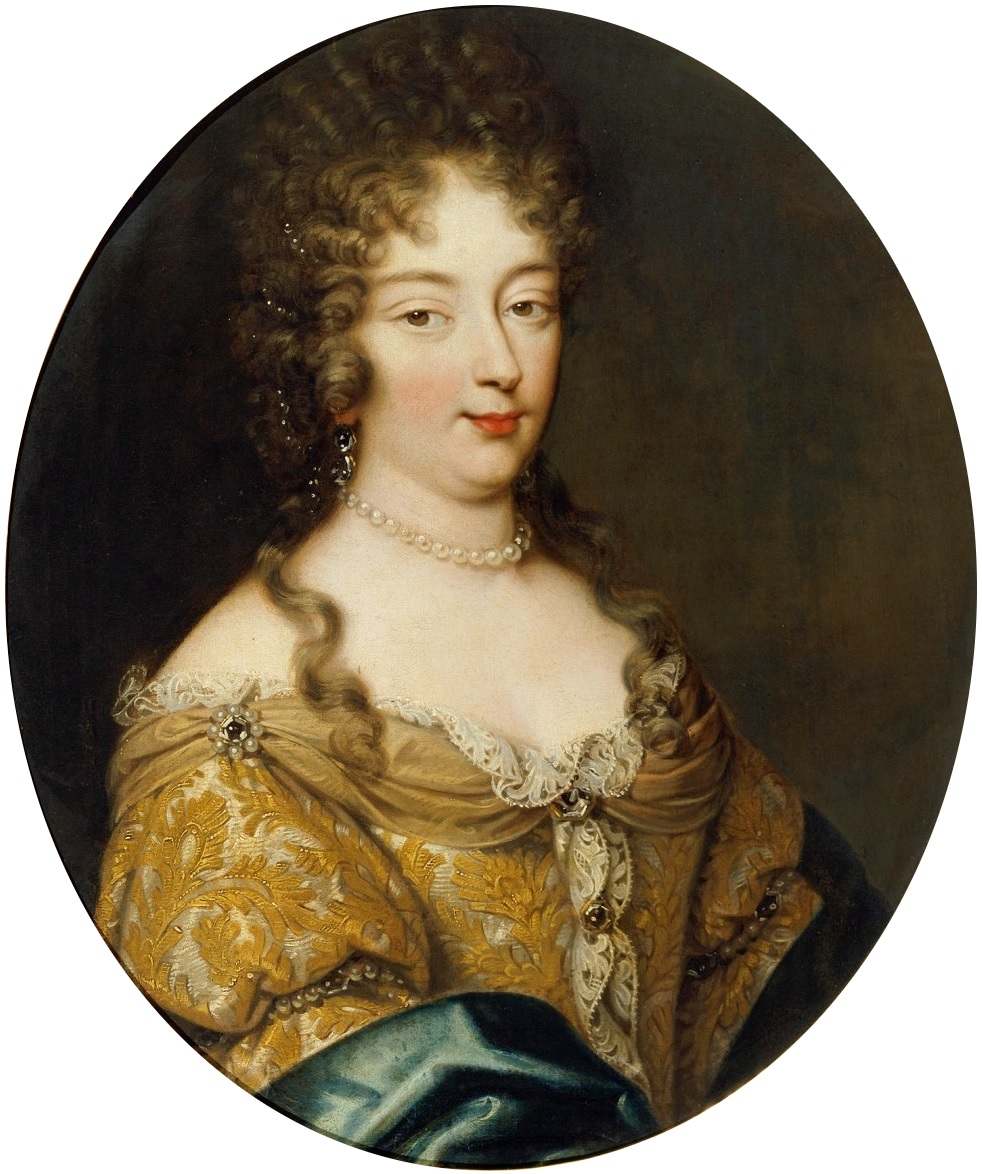
Olympe Mancini, comtesse de Soissons (1638-1708).
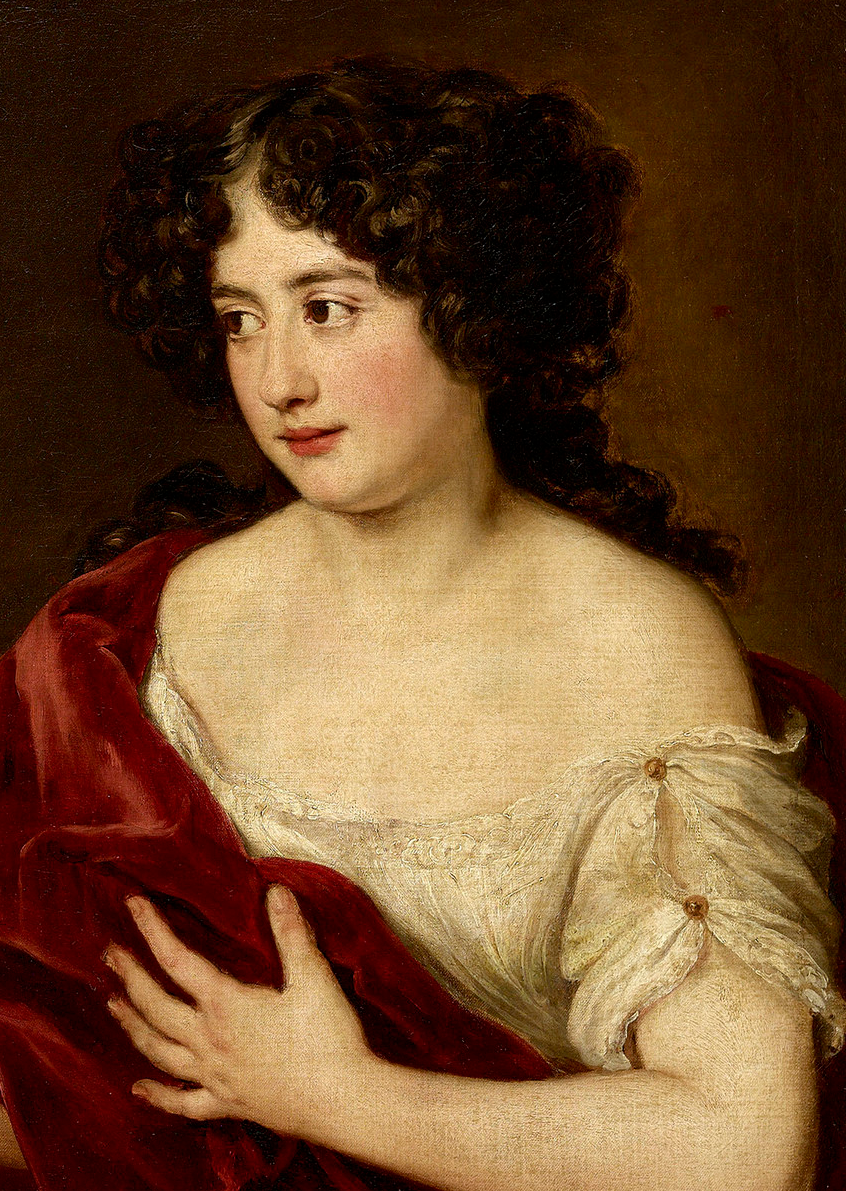
Marie Mancini, épouse du connétable Lorenzo Colonna (1639-1715).
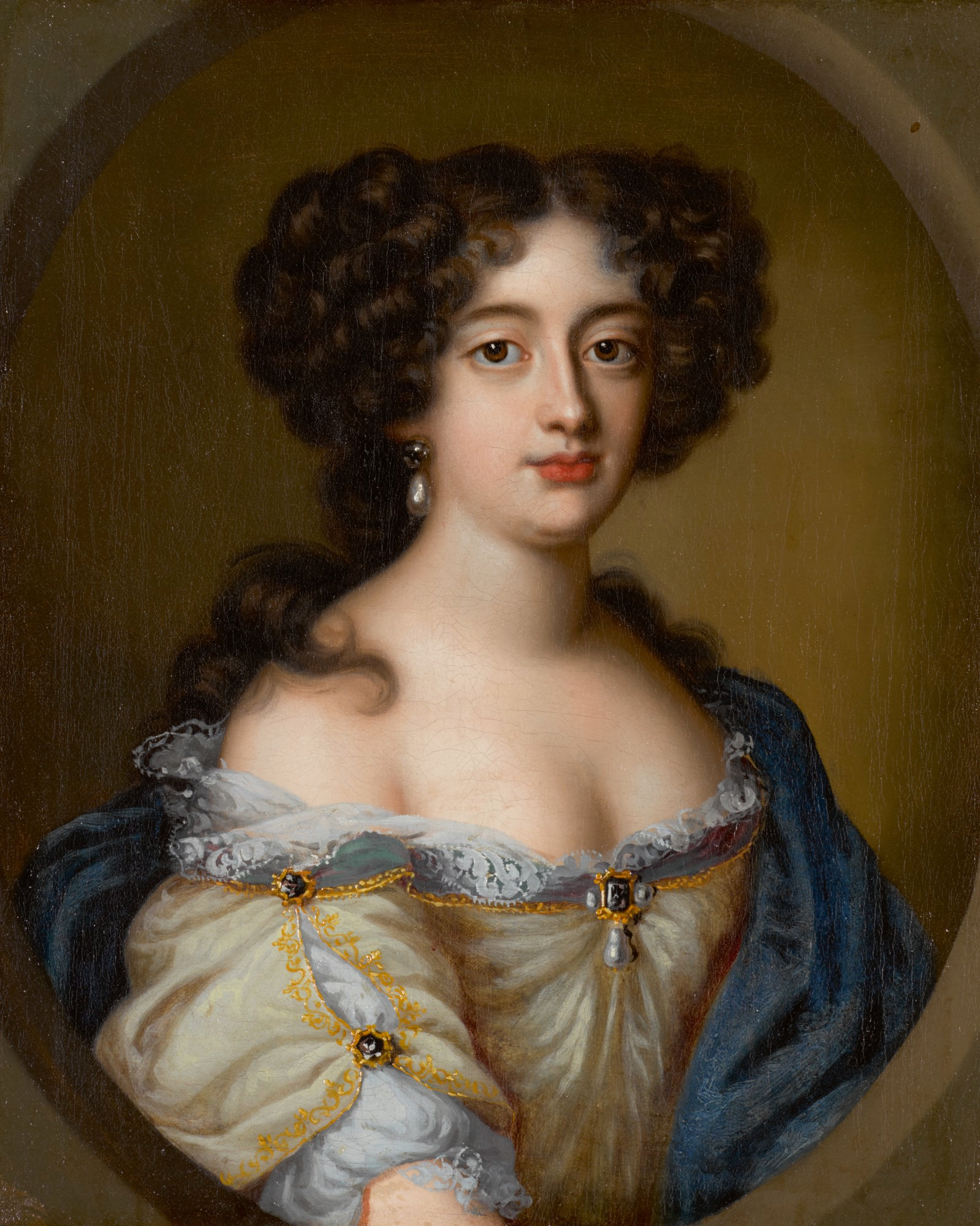
Hortense Mancini, duchesse de La Meilleiraye (1646-1699).
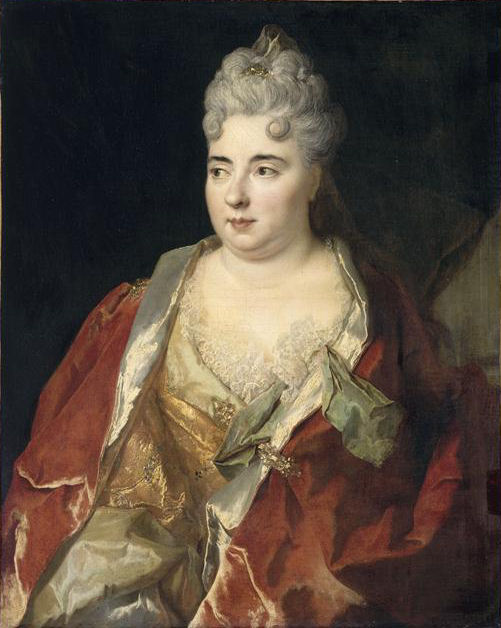
Marie-Anne Mancini, duchesse de Bouillon (1648-1715).

### Un enfant doué

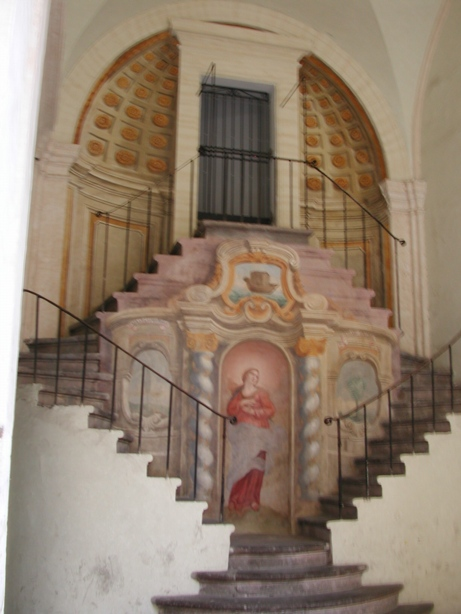
Fresque en trompe-l'œil du Collège romain.

Bien qu'elle demeure peu documentée, l'enfance de Mazarin laisse déjà deviner un garçon doué, remarqué dès son plus jeune âge pour son habileté à séduire et son aisance intellectuelle. C'est là ce qui fera tout au long de sa jeunesse la force du futur cardinal : une étonnante capacité à plaire et à savoir se rendre indispensable.
À sept ans, le petit prodige entra au Collège romain tenu par les jésuites. Élève brillant, il eut à soutenir sa thèse de fin d'études sur la comète qui provoqua tant de polémiques en 1618 sur l'incorruptibilité des cieux et conduisit Galilée à publier le célèbre Saggiatore, L'Essayeur. Mazarin sut manifestement éviter les nombreux pièges que le sujet comportait et obtint l'approbation unanime du jury.
Mazarin grandit avec les enfants de la famille Colonna, ce qui lui permit, sans qu'il en fît partie, de fréquenter le grand monde et ses palais. Il semble que, dès son adolescence, Giulio ait développé une passion pour le jeu et les femmes qui ne l'ont jamais quitté. Sans doute le vice du jeu lui offrit d'abord un moyen de gagner ce que l'on appellerait aujourd'hui de l'« argent de poche ». Pour « l'enlever à ses mauvaises habitudes » dans la capitale romaine, son père décida de l'envoyer à l'étranger.
Il est établi que le futur cardinal passa trois ans en Espagne (1619-1621 ?) pour accompagner Jérôme-Girolamo Colonna (créé cardinal le 30 août 1627 par Urbain VIII) et qu'il y termina ses études de droit civil et canon à l'université d'Alcalá de Henares. De cette expérience, Mazarin tira une maîtrise parfaite de l'espagnol qui devait s'avérer très utile tout au long de sa carrière. Les légendes sont nombreuses quant à la vie du jeune homme en Espagne. Une chose est certaine, il dut rentrer en Italie car son père, accusé de meurtre, avait été contraint de se tenir à l'écart de Rome pendant quelque temps. Cet épisode fit basculer Mazarin dans le monde des adultes : il était à présent tenu de soutenir sa famille. Il s'engagea alors dans des études de droit canon, qu'il termina en avril 1628, renonçant à une carrière artistique pour laquelle il présentait pourtant des dispositions. Comme la plupart des jeunes Romains, il s'engagea ensuite au service du pape et devint secrétaire du nonce apostolique à Milan, voie qui lui offrait les meilleures perspectives.

### Au service du pape

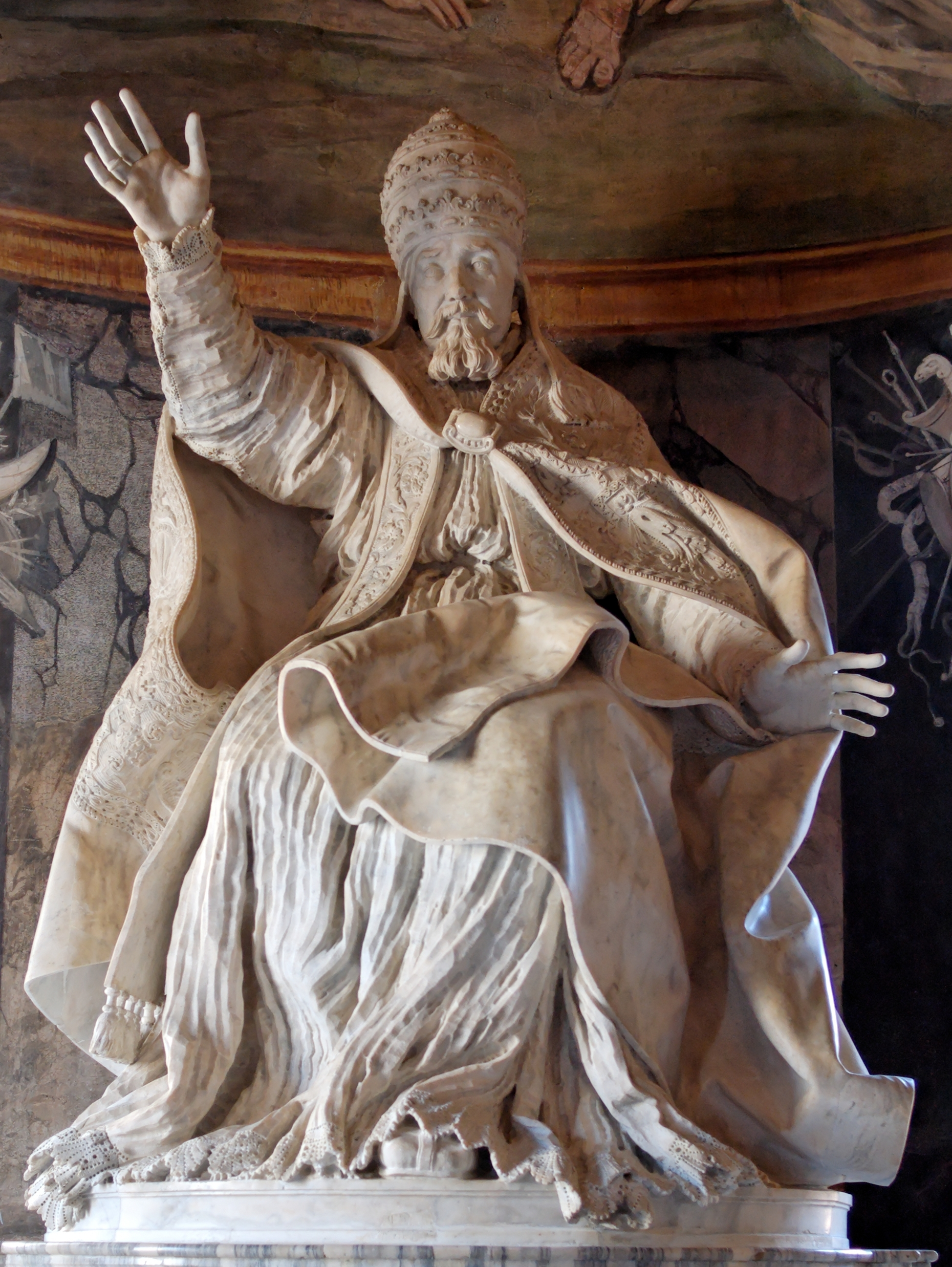
Le pape Urbain VIII par Gian Lorenzo Bernini et ses élèves. Marbre, entre 1635 et 1640.

Durant la guerre de Trente Ans, un conflit opposa la France à l'Espagne au sujet de la vallée de la Valteline dans les Grisons. Le pape Urbain VIII envoya des troupes en tant que force d'interposition. Mazarin se vit offrir une commission de capitaine d'infanterie au sein du régiment équipé par la famille Colonna. Il fit, avec sa compagnie, quelques séjours à Lorette et à Ancône. Sans jamais avoir à mener de combat, il montra dans l'exercice de ses fonctions, et notamment dans la gestion des troupes et des vivres, la supériorité de son esprit et un grand talent pour discipliner les soldats. Il se fit alors remarquer par le commissaire apostolique Jean-François Sacchetti. Le traité de Monzón en 1626 régla temporairement la situation sans que les troupes du pape ne fussent intervenues.
En 1627 éclata en Italie du Nord le conflit appelé guerre de Succession de Mantoue. Il opposait d'une part, l'empereur Ferdinand II, le duc de Savoie Charles-Emmanuel Ier et la maison des Gonzague de Guastalla, représentée par Ferdinand II de Guastalla, candidat des Habsbourg au duché et, d'autre part, le roi de France Louis XIII, venu secourir Charles Gonzague, duc de Nevers, candidat français à l'héritage de la branche aînée des Gonzague. Une légation pontificale fut envoyée à Milan afin d'apaiser le conflit qui menaçait de dégénérer. Elle fut conduite par Jean-François Sacchetti, en tant que nonce extraordinaire. Mazarin l'accompagna en qualité de secrétaire.
La légation arriva trop tard et surtout Sacchetti dut rentrer rapidement à Rome. Une autre légation fut programmée, dirigée cette fois par le neveu du pape Urbain VIII, Antonio Barberini, mais elle tarda à se mettre en place. Ce fut la chance de Mazarin resté à Milan, poursuivant le travail entrepris, sachant parallèlement provoquer en sa faveur une réelle campagne de publicité à Rome, relayée par sa famille, les Sacchetti et les Colonna. Il bombarda le Saint-Siège de rapports, espérant attirer la bienveillance pontificale. En préparation de l'arrivée de la nouvelle légation, Mazarin fut finalement chargé en septembre 1629 de sonder les vues des parties prenantes.
Lorsque le légat pontifical arriva dans le Montferrat, pour traiter de la paix entre la France et l'Espagne, Giulio resta attaché à la légation au titre de secrétaire. Le légat apostolique négociait la paix avec grand zèle. Mazarin, comme secrétaire, allait d'un camp à l'autre, pour hâter la conclusion d'un traité. Le jeune homme avait l'avantage d'avoir pris la mesure des évolutions en Europe : le rêve pontifical d'un retour à l'unité de l'Église n'aboutirait pas et la paix en Europe ne pourrait reposer que sur un équilibre des puissances.

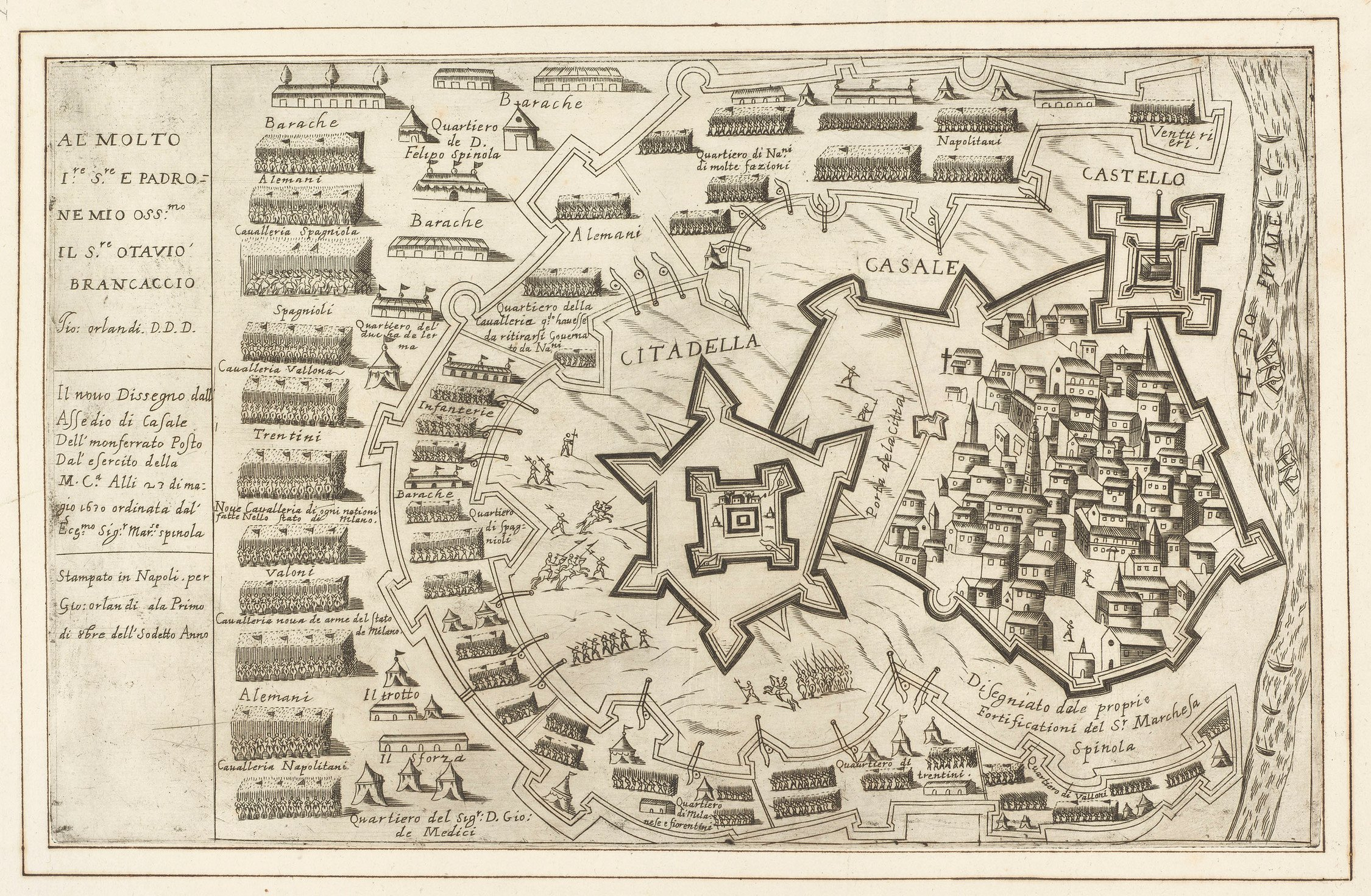
Siège de Casale (Casale Monferrato) en 1630 (Giovanni Orlandi).

Envoyé pour mettre fin au siège de Casale, il ne mit pas longtemps à s'apercevoir que le marquis de Santa-Cruz, représentant la couronne d'Espagne, avait une peur violente de perdre son armée, et un ardent désir d'arriver à un accommodement. Comprenant tout le parti qu'il pouvait tirer de cette faiblesse, il pressa le général espagnol, lui représentant avec exagération la force des Français. Pour éviter les conflits, Mazarin lança son cheval au galop entre les deux armées, et agitant son chapeau, criait : « Pace ! Pace ! ». Cette intervention empêcha la bataille. Après ce « coup » de Casale, en octobre 1630, la tâche du diplomate pontifical qu'est devenu Mazarin consiste à faire respecter les trêves conclues entre Espagnols, Impériaux, Français et Savoyards, puis à jeter les bases d'un traité de paix, spécialement entre Louis XIII et son beau-frère de Turin.
Les négociations de Mazarin comme ambassadeur extraordinaire en Savoie d'Abel Servien aboutirent le 6 avril 1631 au traité de Cherasco par lequel l'empereur et le duc de Savoie reconnaissaient la possession de Mantoue et d'une partie du Montferrat à Charles Gonzague et surtout l'occupation française de la place forte de Pignerol, porte de la vallée du Pô. Elles apportèrent à Louis XIII et au cardinal de Richelieu une telle satisfaction que celui-ci en regarda l'auteur comme un homme inépuisable en ressources, fécond en ruses et stratagèmes militaires et qu'il en conçut le vif désir de le connaître personnellement. Il le manda à Paris, où Mazarin se rendit avec un plaisir inexprimable. Richelieu l'accueillit avec de grandes démonstrations d'affection, l'engagea par les plus belles promesses, et lui fit donner une chaîne d'or avec le portrait de Louis XIII, des bijoux et une épée d'une valeur considérable.
Pendant ce séjour en France, Mazarin obtint de devenir chanoine à Saint-Jean-de-Latran pour bénéficier des revenus attachés à cette fonction, ce qui l'obligea à accepter, à contre-cœur, d'être tonsuré. La cérémonie se déroula le 18 juin 1632 à Sainte-Ménéhould lors d'un voyage du roi de France en Lorraine. Mazarin devint ainsi clerc à part entière et abandonna l'état laïc avec regrets. Toutefois il ne reçut par la suite ni les ordres mineurs, ni les ordres majeurs.

#### 1630: l'année des révélations
Passée au service de la diplomatie pontificale, qui a apprécié son talent, Mazarin s'emploie, par des déplacements incessants et des flots de paroles, à ramener dans l'Italie du Nord cette paix que souhaite tant le pape. Les affaires compliquées de la Valteline de la succession de Mantoue et du Montferrat opposent, à travers plusieurs candidats à l'héritage, les Hasbourg qui veulent sauvegarder le passage entre terres espagnoles (Milanais) et terre d'Empire, la France qui souhaite les bloquer en prenant comme gages quelques forteresses (Mantoue, Casal, Saluces, Pignerol) et la Savoie qui désire conserver les deux dernières et se garantir à l'est comme à l'ouest. Cette situation inextricable permit à Mazarin de montrer son ingéniosité et de rencontrer des personnages importants et utiles. Il connut d'illustres généraux, le Génois Spinola, l'illustre vainqueur de Breda, les maréchaux français, Créqui, Toiras ; également le vieux duc de Savoie Charles-Emmanuel et sa belle-fille Madame Chrétienne, sœur de Louis XIII : bien accueilli à Turin, il s'y plut, y revint et contribua à rapprocher le duché du royaume.
Il rencontra surtout Richelieu, puis Louis XIII, et l'essentiel est là,. La prodigieuse destinée de Mazarin naît à Lyon le 28 janvier 1630, quand le cardinal-duc et l'émissaire pontifical se rencontrent pour la première fois ; parlant plus de deux heures, signifiant que le jeune cavalier (il a vingt-sept ans) a réussi à intéresser l'impressionnant ministre. Mazarin déclarera plus tard que, dès ce jour, il s'est donné à Richelieu « per genio ». Il n'avait jamais rencontré de personnalité de cette trempe, et les dix années qui suivirent montrent qu'il ne renonça jamais à son choix, quoi qu'il pût lui en coûter - et il lui en coûta.

### Premiers contacts avec la France

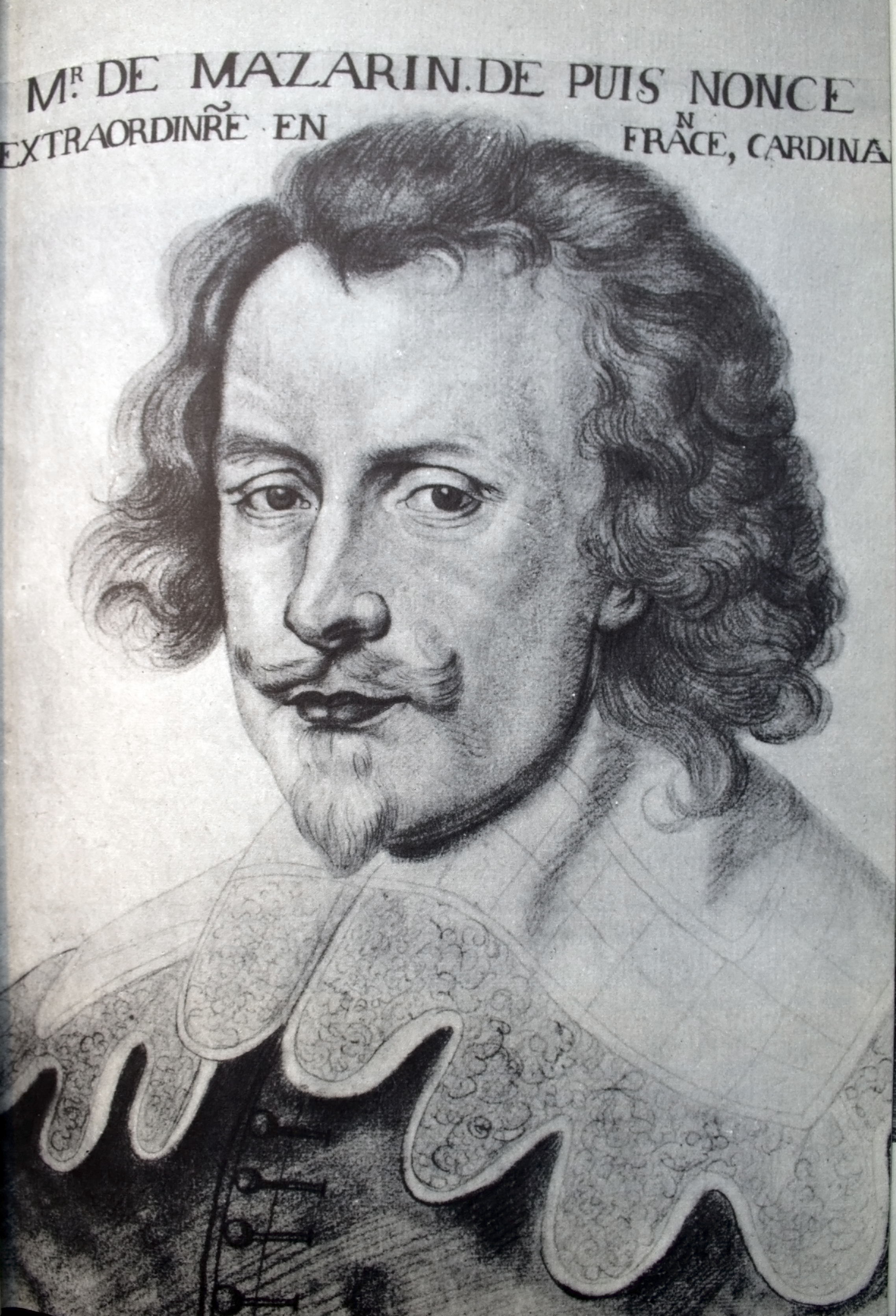
Jules Mazarin en 1632.

Il est d'abord vice-légat d'Avignon (1634), puis nonce à Paris (1634-1636), où il déplut par ses sympathies pour l'Espagne, ce qui le fit renvoyer en Avignon (1636) et l'empêcha, malgré les efforts de Richelieu, de devenir cardinal.
Richelieu, se sentant accablé par l'âge, bien qu'il fût infatigable au travail, pensa que Mazarin pouvait être l'homme qu'il cherchait pour l'aider au gouvernement. Dès son retour en France après un bref voyage à Rome, il retint Mazarin près de lui et lui confia plusieurs missions dont il s'acquitta fort honorablement, puis il le présenta au roi qui l'apprécia rapidement. Mazarin s'établit alors dans le Palais-Royal.
Toujours très habile au jeu, un jour qu'il gagnait beaucoup, on accourut en foule pour voir la masse d'or qu'il avait amassée devant lui. La reine elle-même ne tarda pas à paraître. Mazarin risqua tout et gagna. Il attribua son succès à la présence de la reine et, pour la remercier, lui offrit cinquante mille écus d'or et donna le reste aux dames de la cour. La reine refusa d'abord, puis finit par accepter, mais quelques jours après, Mazarin reçut beaucoup plus qu'il n'avait donné.
Mazarin envoya à son père, à Rome, une grosse somme d'argent et une cassette de bijoux pour doter ses trois sœurs et s'affermit dans l'idée de servir la Couronne, dont la faveur, pensait-il, était le plus sûr moyen d'obtenir la pourpre, qui seule lui permettrait d'accéder aux responsabilités auxquelles il aspirait (étant sans naissance). Mais Richelieu, qui l'estimait beaucoup et le jugeait digne du chapeau de cardinal, n'avait pas hâte de le combler. Un jour, il lui offrit un évêché avec trente mille écus de rente. Mazarin, craignant de se voir tenu loin de Paris et des affaires, ne voulut pas courir le risque d'arrêter là sa fortune et refusa aimablement. Il attendit encore longtemps puis, las d'attendre, rentra en Italie en 1636, pensant qu'à Rome, au service du cardinal Antonio Barberini, neveu du pape, il serait plus en mesure d'avoir la pourpre.

### Au service des rois de France

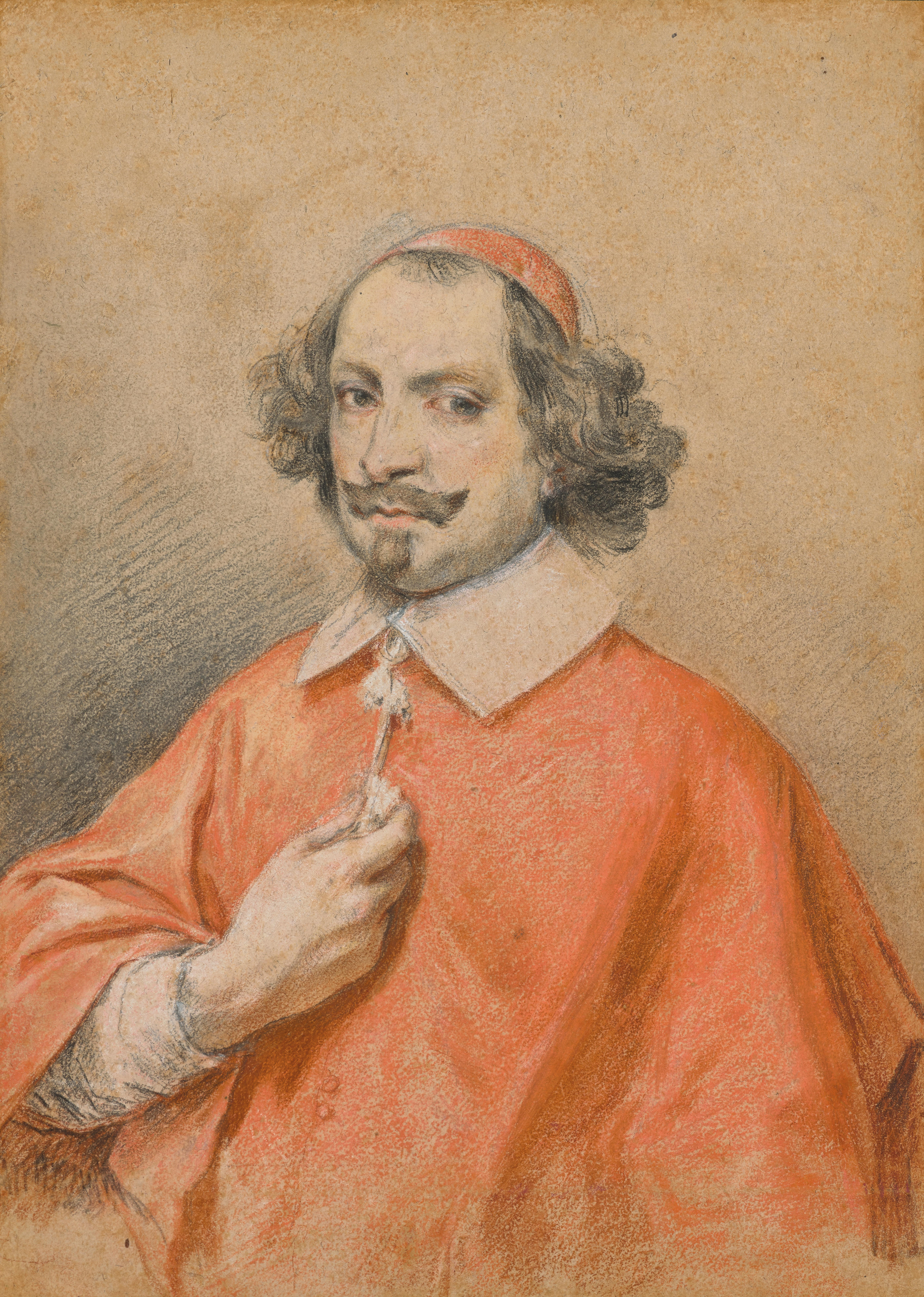
Portrait au pastel et à la pierre noire de Mazarin par Simon Vouet (années 1640).

La succession politique du capucin François Leclerc du Tremblay (Père Joseph), affidé du cardinal-ministre Richelieu, échoira rapidement à Mazarin, alors à Rome, et fort désireux de retrouver la France où il avait rempli les fonctions de Nonce apostolique en 1634-1635 et s'était créé un réseau d'amitiés qu'il entretenait assidument. Au début de janvier 1639, apprenant que Louis XIII l'a désigné pour succéder au père Joseph comme candidat de la France au cardinalat, Richelieu lui écrira en ces termes chaleureux : 

« Monsignore Colmardo connaîtra combien il est bon s'attacher au service des grands princes et bons maîtres, comme est celui que nous servons. Il connaîtra ensuite qu'il fait bon avoir de bons amis et que je ne suis pas des moindres qu'il ait au monde »

— Georges Dethan, Mazarin, un homme de paix à l'âge baroque, Paris, 1981, p. 135.
En avril 1639, naturalisé français, il retourne à Paris et se met à la disposition de Richelieu. En décembre 1640, il fait un heureux début en gagnant à la cause française les princes de Savoie ; un an plus tard, le pape lui accordait le chapeau de cardinal. Lors de la conspiration de Cinq-Mars et du duc de Bouillon, le pape n'obtint la grâce du duc qu'en livrant la principauté de Sedan, Mazarin signa la convention et vint occuper Sedan.
Au consistoire du 16 décembre 1641, Mazarin est élevé à la pourpre cardinalice : le pape Urbain VIII le crée cardinal-diacre, voire cardinal-prêtre. Cardinal sans toutefois avoir reçu les ordres majeurs, ni même les ordres mineurs : à défaut d'être prêtre ou même diacre, Mazarin était néanmoins clerc, et n'était donc plus laïc, ; Louis XIII lui remet lui-même le bonnet et la barrette à Valence, le 26 février 1642. Il ne participera ni au conclave de 1644 ni à celui de 1655.
Le 5 décembre 1642, lendemain de la mort de Richelieu, Mazarin est nommé principal ministre d'État, comme l'avait recommandé Richelieu qui voyait en lui son digne successeur. Louis XIII le choisit comme parrain du dauphin, futur Louis XIV.

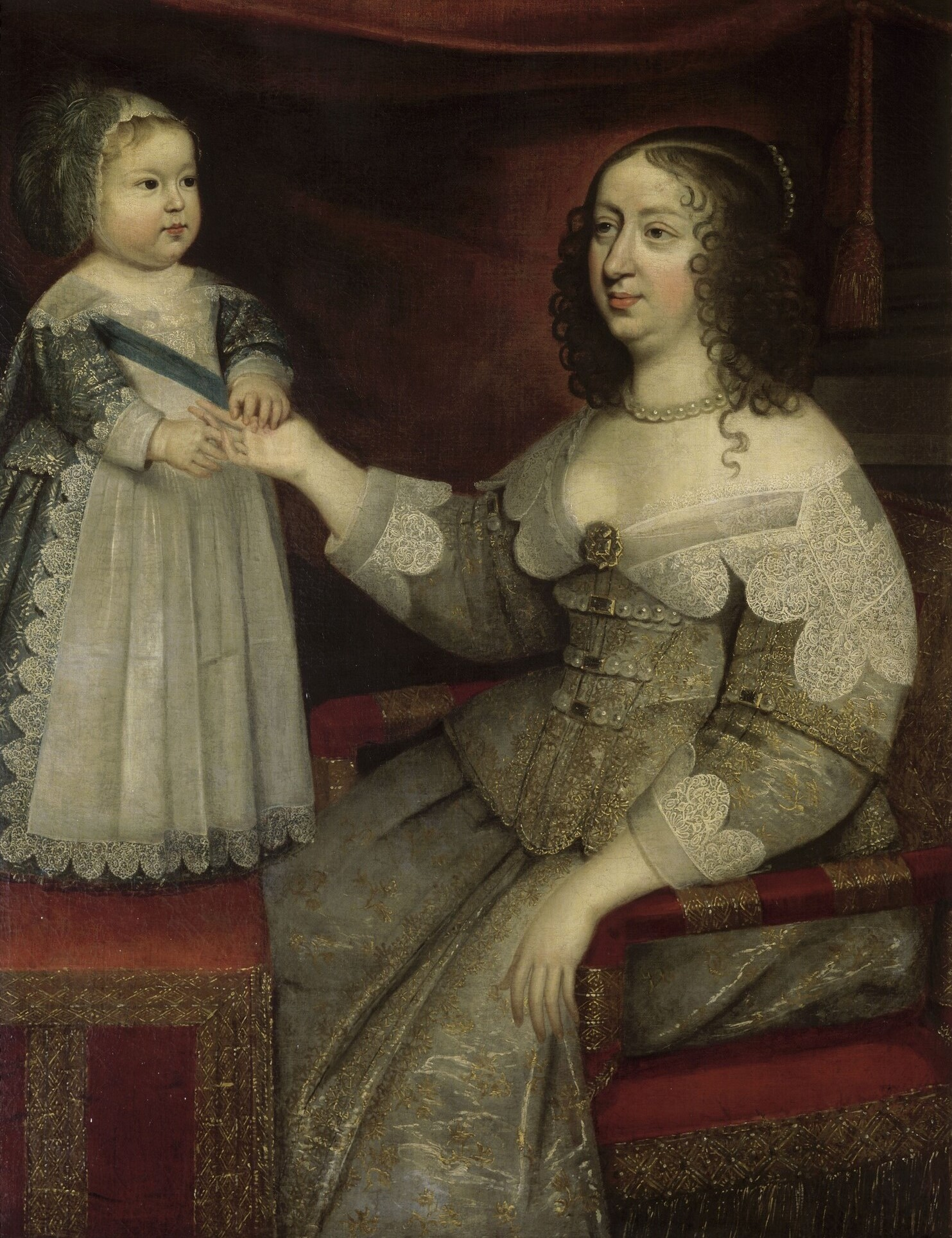
Anonyme, Louis XIV (Louis-Dieudonné) et Anne d'Autriche.

Après la mort de Louis XIII, il crée la surprise en obtenant le soutien de la régente. Longtemps opposée à Richelieu et estimée comme favorable à un rapprochement avec l'Espagne (étant elle-même espagnole), Anne d'Autriche fait volte-face à la surprise de la plupart des observateurs de l'époque. En réalité, le rapprochement entre Mazarin et la régente est antérieur à la mort de Louis XIII et de son principal ministre. Le souci de préservation de la souveraineté de son fils et la conscience des dommages qu'aurait causés pour celle-ci un rapprochement avec Madrid, ont été des arguments de poids dans sa décision de poursuivre la politique menée par Louis XIII et Richelieu – et donc d'appuyer Mazarin. Les inestimables compétences de ce dernier en politique extérieure sont un prétexte pour justifier ce soutien. Séducteur jusqu'à l'obséquiosité, Mazarin sait par la suite très vite se rendre indispensable à la régente, se chargeant habilement de compléter son éducation politique et l'incitant à se décharger entièrement sur lui du poids des affaires.
Même s'il ne porte pas expressément le titre de principal ministre, Mazarin en remplit maintenant la fonction, à la satisfaction de Louis dont il dépend exclusivement. Le 6 mars 1643, le nonce apostolique Grimaldi le confirme : « Tout démontre que le cardinal Mazarin progresse chaque jour davantage dans la confiance du roi. » Le choix royal ne peut qu'être approuvé par les autres créatures de Richelieu (François Sublet de Noyers, Chavigny, Pierre Séguier, Claude Bouthillier), puisque le nouveau venu est obligé, faute de réseau propre, de les maintenir à leurs postes.
Ainsi, à partir de 1643, à la mort de Louis XIII, alors que Louis XIV n'est encore qu'un enfant, la régente Anne d'Autriche nomme Mazarin Principal ministre d'État. Disposant de cette charge, il dirige le Conseil de conscience, que la régente Anne d'Autriche préside et dont Vincent de Paul est le rapporteur. En mars 1646, il devient également « surintendant au gouvernement et à la conduite de la personne du roi et de celle de Monsieur le duc d'Anjou ».

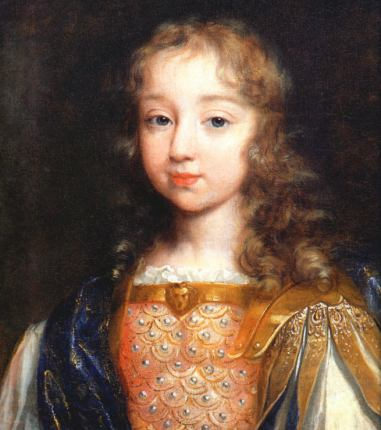
Louis XIV enfant, de Jean de La Varende.

À peine au pouvoir, il doit affronter l'hostilité des « Grands » du Royaume dans l'affaire dite de la « cabale des Importants » (1643) où un complot pour l'assassiner fut déjoué.
Malgré les succès militaires et diplomatiques mettant enfin un terme à la guerre de Trente Ans (traité de Westphalie en 1648), les difficultés financières s'aggravèrent, rendant les lourdes mesures fiscales de Mazarin de plus en plus impopulaires. Ce fut l'une d'elles qui déclencha la première Fronde, la Fronde parlementaire (1648-1649).
Dans un arrêté du 8 janvier 1649, le Parlement déclare Mazarin « auteur de tous les désordres de l'état et du mal présent » et lui « enjoint de se retirer […] dans huitaine hors du Royaume ». Puis, le 21 janvier, dans ses Remontrances au roi et à la reine régente le Parlement dénonce celui qui a usurpé l'autorité aux dépens des souverains.
Paris est assiégée par l'armée royale, qui ravage les villages de la région parisienne : pillages, incendies, viols… N'obtenant pas la soumission de la capitale, les partis concluent la paix de Saint-Germain le 1er avril 1649, qui ne sera qu'un répit. Le prince Louis II de Bourbon-Condé, menant les troupes royales et soutenant la reine mère Anne d'Autriche permit d'abord la signature de la paix de Rueil le 11 mars 1649. Néanmoins, en 1649, par rivalité avec Mazarin qu'il considérait comme un usurpateur étranger, il sympathise avec la cause de la Fronde. Remportant toutes les batailles entre 1643 à 1648, il réclama pour lui l'amirauté et pour ses amis tous les postes de responsabilité dans l'armée,.

#### Mazarin et l'exil
Mazarin s'enfuit de Paris le 6 février 1651 et se réfugie provisoirement à Saint-Germain où Anne d'Autriche et le jeune roi devaient le rejoindre. Un nouvel arrêt de bannissement du Parlement est promulgué. Le roi et la reine sont retenus prisonniers au Palais-Royal et pour faire taire les rumeurs d'une nouvelle fuite, Louis XIV (12 ans) est exhibé en train de dormir devant la foule (nuit du 9 février 1651 au 10 février 1651). Anne d'Autriche accepte de libérer Condé, Conti et Longueville (retour triomphal le 16 février 1651). Un mariage entre le prince de Conti et mademoiselle de Chevreuse (la maîtresse du coadjuteur de Paris) est projeté.
Les « hommes » de Julio
Mazarin court au Havre et libère lui-même les trois prisonniers, geste dont il espère tirer un bénéfice. Puis il se réfugie chez l'archevêque-électeur de Cologne, à Brühl. Il continue à intervenir par d'intenses relations épistolaires avec Anne d'Autriche, Le Tellier, Servien et Hugues de Lionne mais aussi grâce à des émissaires (comme l'abbé Zongo Ondedei, ami du cardinal).
Le 15 mars 1651, l'assemblée des nobles et l'assemblée du clergé font une démarche commune auprès de la reine pour obtenir la réunion des états généraux que la reine accepte de convoquer pour le 1er octobre 1651 sur les conseils de Mazarin. Habilement la date choisie est postérieure à la prise de majorité de Louis XIV (anniversaire de ses 13 ans) qui ne sera donc pas lié par la décision de la régente. Mais déjà des fissures se font jour entre les coalisés : le Parlement de Paris est opposé aux états généraux car il y voit une limitation de son influence politique, la duchesse de Longueville s'oppose au mariage de son frère Conti avec Mademoiselle de Chevreuse, Anne de Gonzague qui est désormais passée dans le clan Mazarin noue et dénoue les intrigues, et surtout l'exil de Mazarin obtenu, Gondi et Condé n'ont plus aucun intérêt à s'unir.
Le 3 avril 1651, le Parlement impose à la reine une déclaration royale excluant les cardinaux des conseils du roi ce qui vise aussi bien Mazarin que Gondi dont l'objectif est d'obtenir le chapeau de cardinal. Condé n'a jamais été aussi puissant et obtient même le renvoi (temporaire) de Châteauneuf, mais son arrogance et ses multiples exigences détachent de lui les tenants de la vieille Fronde.
Turenne et son frère, le duc de Bouillon, se rallient au roi au mois de mai 1651 (Bouillon échange la ville de Sedan contre les duchés-pairies d'Albret et de Château-Thierry). Les autres princes se brouillent avec les parlementaires, le coadjuteur de Paris et Chevreuse. Anne d'Autriche négocie en secret avec le prélat parisien qui espère toujours son chapeau. Le prince de Condé s'oppose à la reine et au coadjuteur. En juillet 1651, il tient au château de Saint-Maur (où il s'est réfugié par crainte d'une nouvelle arrestation) une assemblée de la noblesse. Le Parlement et Gaston d'Orléans s'entremettent. La régente temporise et donne satisfaction à Condé en congédiant Servien, de Lionne et Le Tellier le 18 juillet 1651, mais continue de négocier avec Gondi. Début août 1651, elle conclut un accord secret avec la vieille Fronde et dresse un acte d'accusation contre le prince. Pendant ces mois de l'été, les intrigues et renversements d'alliance se succèdent auxquels Anne d'Autriche fait face avec un certain courage.
Le 7 septembre 1651, la majorité du roi est proclamée. Condé n'a pas assisté à la cérémonie et a quitté Paris la veille. Le lendemain 8 septembre 1651, Louis XIV appelle à son conseil Châteauneuf, La Vieuville et Molé, tous opposés à Condé.

#### Prise de pouvoir parLouisXIV

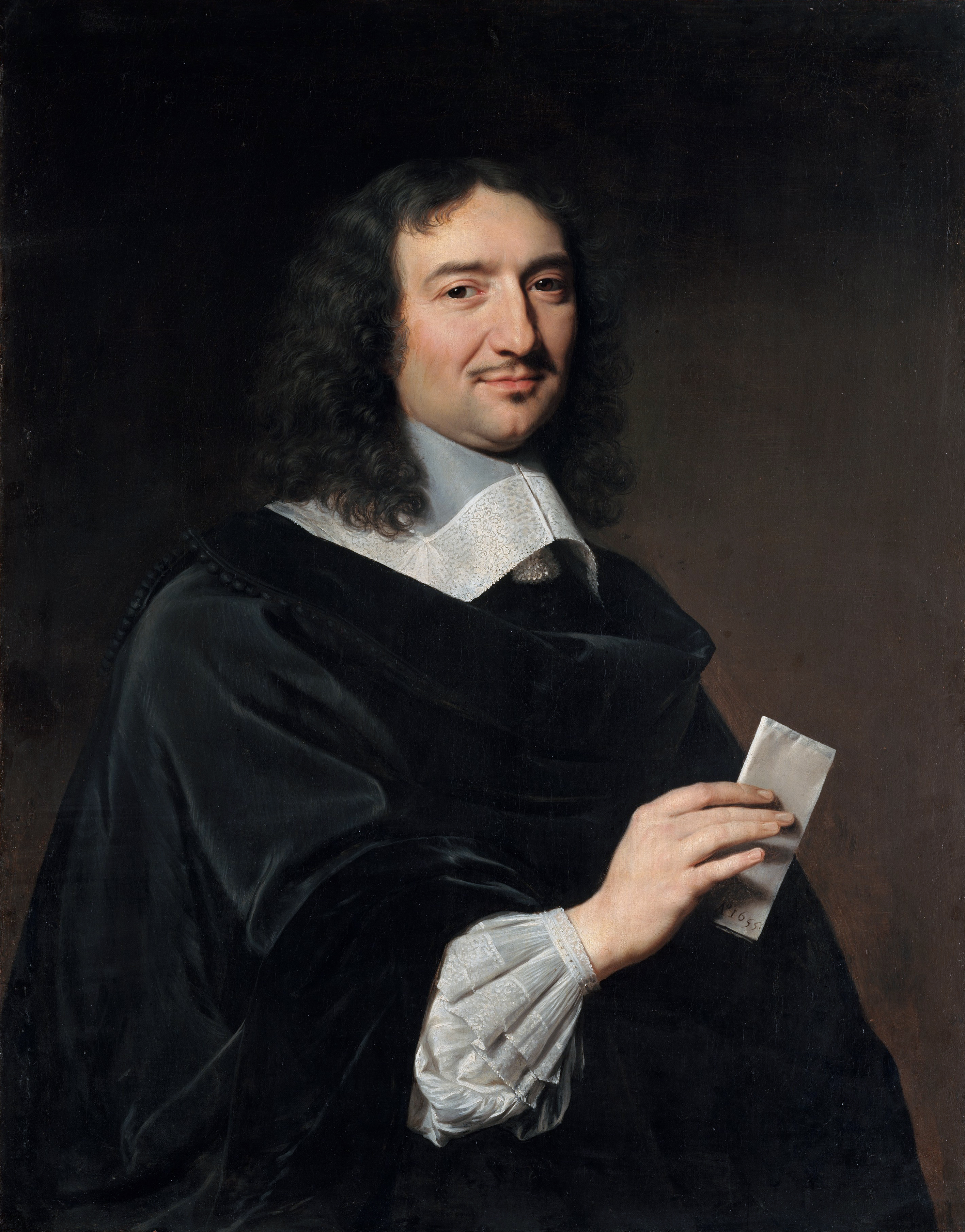
Jean-Baptiste Colbert par Philippe de Champaigne (1655), Metropolitan Museum of Art.

La Fronde des princes (1650-1652) lui succéda, déclenchée par l'arrestation de Condé avide de récompenses, défiant ainsi la primauté naissante et fragile de l'autorité royale promue par Mazarin. Ce dernier fut obligé de s'exiler à deux reprises (1651 et 1652), tout en continuant de gouverner par l'intermédiaire d'Anne d'Autriche et de fidèles collaborateurs comme Hugues de Lionne (1611-1671) et Michel Le Tellier (1603-1685). La région parisienne fut à nouveau ravagée, par les armées et par une épidémie de typhoïde répandue par les soldats, lors d'un été torride qui entraîna au moins 20 % de pertes dans la population. Son épuisement facilita le retour du roi, acclamé dans un Paris soumis, puis bientôt, celui de Mazarin.
Les critiques contre Mazarin concernaient en partie son origine italienne et roturière ; il était surnommé le « gredin de Sicile ». Le renforcement de l'autorité royale au détriment des Grands du Royaume, condition nécessaire à la mise en place d'un État moderne, était également contesté. La guerre contre l'Espagne, mal comprise et mal acceptée par l'opinion publique, entraîna une formidable et impopulaire augmentation des impôts.
En 1652, il s'attribua la charge de gouverneur du château de Vincennes. Face à la Fronde, il eut l'idée de le transformer en résidence de cour bien protégée aux portes de Paris, Louis Le Vau érigeant pour Louis XIV l'aile de la Reine en 1658 et l'aile du Roi en 1661. Cette place forte était également susceptible d'abriter ses riches collections qui furent en partie pillées en 1651 pendant la Fronde.
En 1652, Mazarin est élu évêque de Metz. Il se tourne vers Innocent X pour recevoir les ordres ad titulum beneficii. Mais le pape refuse de reconnaître la validité de la renonciation de son prédécesseur Henri de Bourbon-Verneuil et, par conséquent, de l'élection du cardinal-ministre.
Ayant brisé toutes les oppositions, dirigeant le pays en véritable monarque absolu, il est resté Premier ministre jusqu'à sa mort au château de Vincennes, le 9 mars 1661 des suites d'une longue maladie. Deux jours avant sa mort, il fait appeler les trois ministres du Conseil, Michel Le Tellier, Nicolas Fouquet et Hugues de Lionne, et les recommande chaudement au roi. Mais le lendemain, veille de sa mort, sur les conseils de Colbert, il revient sur ses propos concernant Fouquet, jugé trop ambitieux, conseille au roi de s'en méfier et de choisir Colbert comme intendant des finances.

### Enrichissement personnel

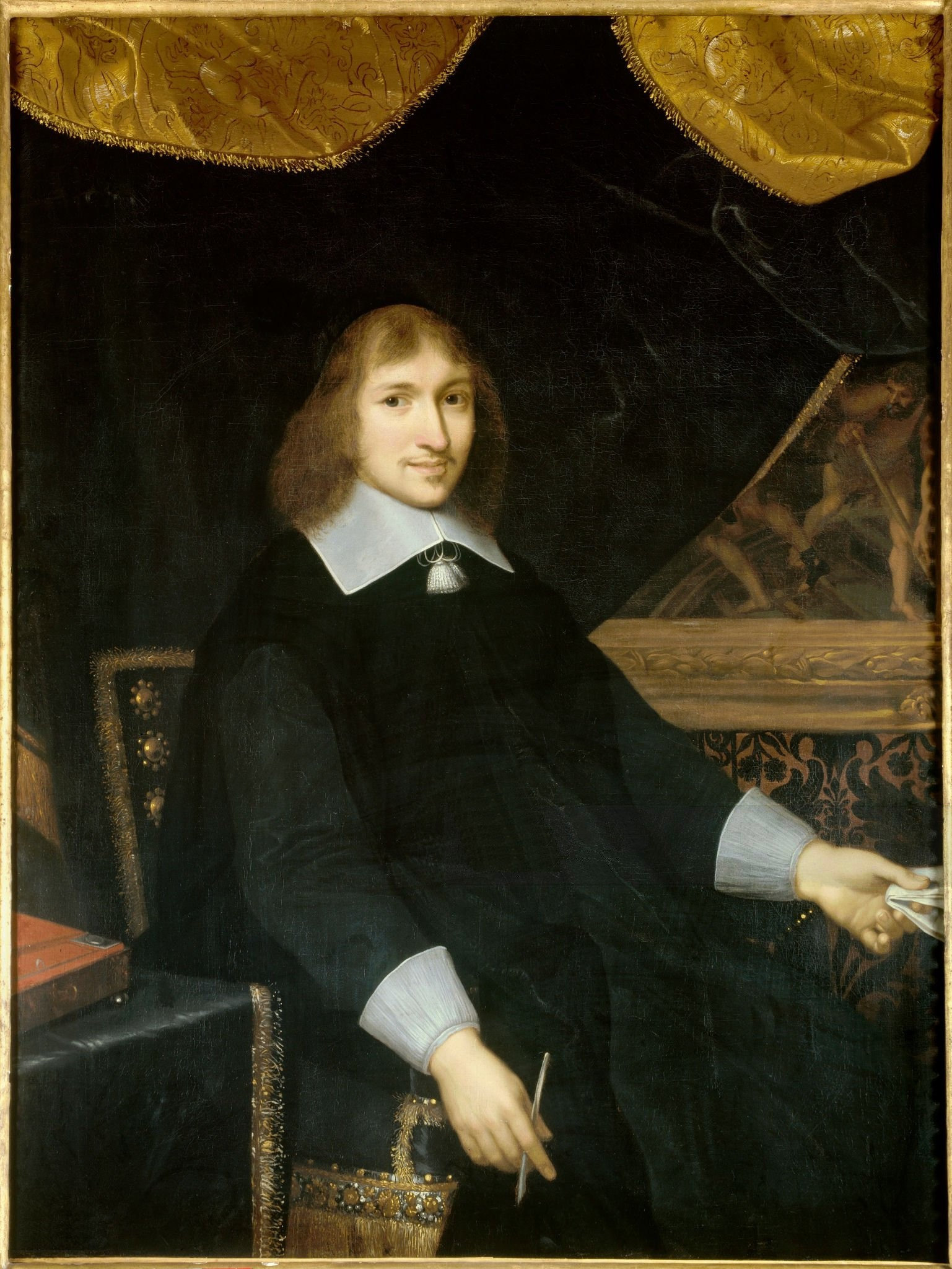
Nicolas Fouquet.

Au long de sa carrière de Premier ministre, Mazarin s'enrichit. À sa mort, il dispose d'un actif d'environ trente-cinq millions de livres (dont 8,7 millions de livres en argent liquide et 4,4 millions en bijoux et objets précieux). Il s'agit de la plus grosse fortune du XVIIe siècle, correspondant à vingt-deux tonnes d'or et qui provient des largesses du roi, de ses nombreuses fonctions au gouvernement mais surtout des revenus et prébendes issus de 21 abbayes qu'il dirige (en premier lieu, l'abbaye Saint-Denis) et lui rapportent annuellement 572 000 livres à la fin de sa vie. Cela lui procura une grande souplesse financière, qui se révéla vite indispensable pour remplir ses objectifs politiques. Progressivement, Mazarin abandonne la gestion de sa fortune personnelle à Nicolas Fouquet et Jean-Baptiste Colbert, issu de la clientèle de Michel Le Tellier et qui venait d'épouser une Charron (cent mille livres de dot). Ils sont les véritables artisans de la démesure de sa fortune après la Fronde.
Bien que les sommes en question, en raison de la virtuosité du concerné et de ses aides (Fouquet et Colbert), dépassent de loin tout ce qui pouvait se voir à cette époque, il est nécessaire de relativiser le caractère exceptionnel de telles pratiques financières. Mazarin, aussi peu populaire chez les nobles dont il sapait l'autorité que dans le peuple dont il prolongeait les souffrances issues de la guerre, souffrit d'une large hypocrisie sur ce point. Postérieurement à la Fronde, période où il put mesurer toute la fragilité de sa position, Mazarin ne cessa pas de consolider sa position. N'ayant aucun quartier de noblesse, son pouvoir était assujetti au bon vouloir d'une régente disposant elle-même d'un pouvoir contesté. Seule sa dignité de cardinal (d'ailleurs révocable) lui permettait de prétendre aux fonctions qu'il occupait. Sans une situation financière solide, une disgrâce aurait tôt fait de le faire descendre au bas de l'échelle sociale. Ce point explique en partie l'acharnement de Mazarin à s'enrichir de manière exponentielle.
La réussite de Mazarin constitua un véritable outrage à l'ordre social de son époque. La formidable réussite d'un homme sans naissance et de condition modeste ne pouvait que s'attirer les foudres d'une noblesse censée seule avoir été dotée par Dieu des vertus et qualités propres au commandement. Le souci de Mazarin de renforcer l'autorité royale attisa le ressentiment des nobles, et celui de poursuivre une guerre mal comprise celui du peuple. Les mazarinades diffusées pendant son ministère, ainsi que la qualité littéraire de nombre d'entre elles, contribuèrent à ruiner durablement sa réputation. Ses origines étrangères ne plaidèrent pas non plus en sa faveur. Ainsi, en dépit des indéniables réussites que compta sa politique, Mazarin ne laissa pas un bon souvenir dans la mémoire du peuple français, les mémorialistes préférant mettre en avant ses pratiques financières douteuses plutôt que ses victoires politiques.

#### Les revenus procurés à Mazarin par ses bénéfices ecclésiastiques
1. Revenus connus, en livres, évolution[46] :

1641 : 16 000 L. (Saint-Médard de Soissons)
1642 : 96 000 L. (plus Ourscamp, Corbie et Saint-Michel-en-L'Herm)
1643 : 138 500 L. (6 abbayes)
1644 : 158 500 L. (7 abbayes)
1645 : 147 500 L. (7 abbayes)
1646 : 193 750 L. (9 abbayes)
1647 : 218 750 L. (10 abbayes)
1648 : 228 250 L. (11 abbayes)
1656 : 485 630 L. (19 abbayes — dont Saint-Denis pour 140 000 L.)

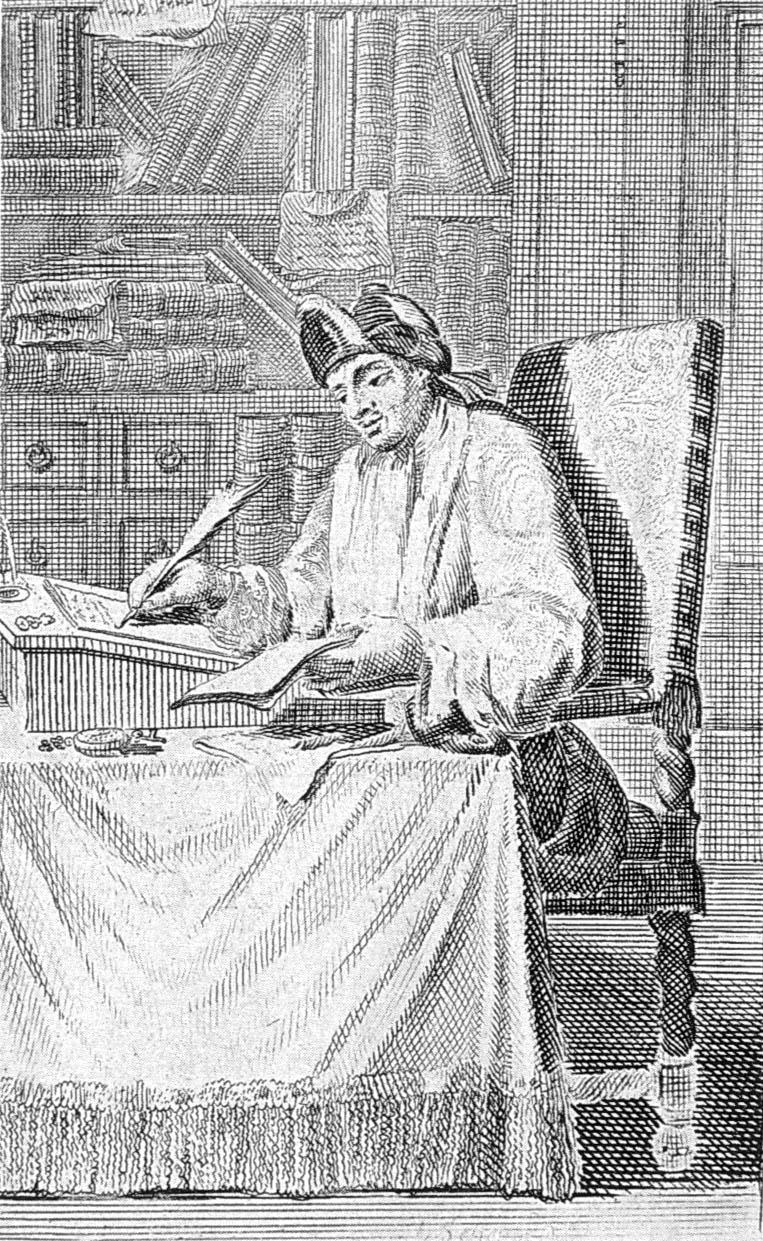
Cyrano de Bergerac d'abord contre Mazarin, puis en sa faveur.

1658 : 478 000 L. (20 abbayes)
1661 : 572 000 L. (21 abbayes plus une pension sur l'évêché d'Auch)
1. Détail pour 1656, (d'après Minutier central, étude XCV 24, 1er juin 1656, contrat avec Girardin)[47].

Cercamp : 4 600 L.
La Chaise-Dieu : 18 630 L.
Chastenoy : 400 L.
Cluny : 57 000 L.
Corbie : 10 000 L.
Grand-Selve et Moissac : 38 000 L.
Saint-Arnoul, Saint-Vincent, Saint-Clément (Metz) : 10 800 L.
Saint-Denis : 140 000 L.
Saint-Bénigne de Dijon (seulement en 1658 : 10 000 L.).
Saint-Étienne de Caen : 38 800 L.
Saint-Germain d'Auxerre : 15 300 L.
Saint-Honorat de Lérins : 12 400 L.
Saint-Lucien de Beauvais : 19 000 L.
Saint-Mansuit de Toul : 3 300 L.
Saint-Médard de Soissons : 18 500 L.
Saint-Michel-en-L'Herm : 36 000 L.
Saint-Seyne : 8 000 L.
Saint-Victor de Marseille : 35 900 L.
Saint-Vigor de Cerisy : 14 000 L.

#### Les mazarinades

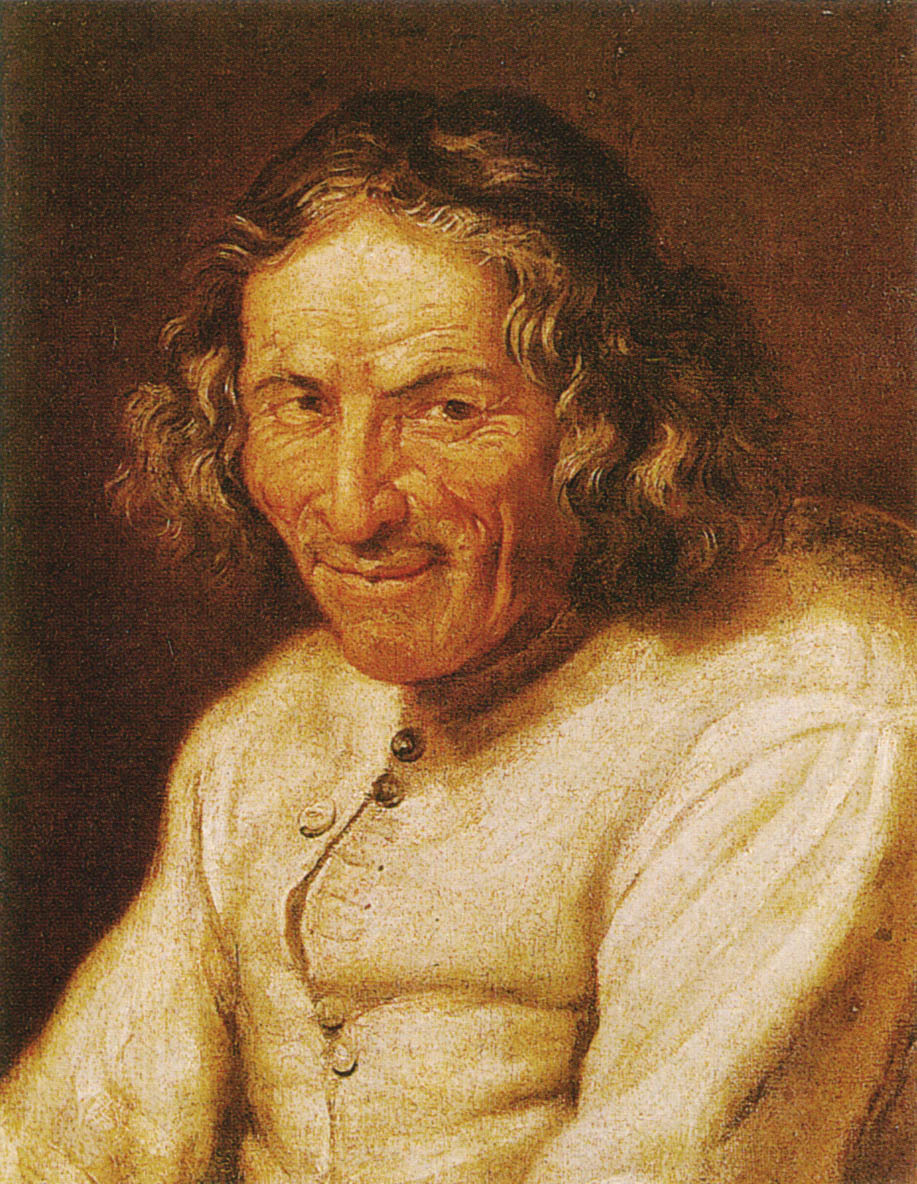
Paul Scarron, auteur de plusieurs mazarinades.

Les mazarinades, feuilles d'informations de quelques pages et de toutes origines (celles qu'inspira Condé sont parmi les plus audacieuses contre la monarchie), parfois pamphlets grossiers et creux, mais aussi parfois savants et ironiques (le cardinal de Retz en écrivit quelques-uns), ou plus savoureuses et coquines de Paul Scarron, l'attaquèrent très souvent sous cet angle, fustigeant le « voleur de Sicile ».
Mazarinades ; chansons satiriques et burlesques. Mode littéraire qui a fait fureur en France au XVIIe siècle pendant une dizaine d'années (env. 1643-1653). Le prince de Condé rappellera à ses soldats qu'une chanson satirique peut tuer sinon un homme du moins sa réputation, même si les 5 000 chansons contre Mazarin qui ont été recensées ne viendront pas à bout du cardinal, qui ne manquait pas d'humour : « Laissez-les chanter, ils paieront les violons ».
Quelques titres de Mazarinades parmi plus de 5 000 autres
- La gueuserie de la Cour ;
- La Champagne désolée par l'armée d'Erlach ;
- Plainte du poète champêtre ;
- Mémoires des besoins de la campagne ;
- Plainte publique sur l'interruption du commerce ;
- Le dérèglement de l'État ;
- Le manifeste des Bourdelois ;
- Dialogue de Jodelet et de Lorviétan sur les affaires du temps ;
- Que la voix du peuple est la voix de Dieu.

### Dernier instant
Ravages de la maladie

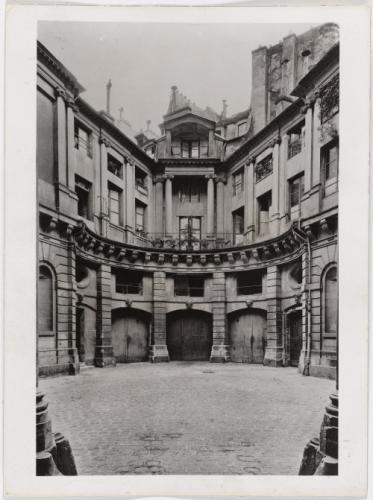
Mazarin affronte la vieillesse et la maladie dans l'hôtel de Beauvais.

Tourmenté par la goutte, les jambes décharnées, couvertes d'ulcères que les médecins soignent en lui appliquant des cataplasmes de crottin de cheval. Cet homme qu'on transportait le plus souvent sur une chaise, un fauteuil, bientôt sur un matelas tenu par quatre valets, cet homme devenu fluet et apparemment quasi mourant bien que seulement quinquagénaire (c'était alors le seuil de la vieillesse), ce cardinal en imposante robe rouge n'avait cependant rien perdu de son intelligence, de sa subtilité, de sa patience, de sa faculté à suivre dix intrigues en même temps, d'écrire ou dicter jusqu'à quarante lettres par jour. En dehors des grandes affaires, ne s'occupait-il pas aussi des problèmes posés par les voyages, les logements, la nourriture, les costumes de parade ou de cérémonie et même des musiciens (souvent italiens) pour les festivités civiles et religieuses ? Étonnante vitalité de l'esprit qui domine les misères du corps, et les jugulera jusqu'aux dernières heures de mars 1661.
Mazarin affronte la vieillesse et la maladie dans l'hôtel de Beauvais, le palais du Louvre, son hôtel particulier et enfin le château de Vincennes. La décoration des appartements prévus pour lui dans le pavillon de la Reine du château n'est pas terminée lorsqu'il y meurt le 9 mars 1661 dans un petit appartement aménagé provisoirement au rez-de-chaussée du pavillon du Roi. Diplomate madré, il laisse une Europe pacifiée après la fin de la guerre franco-espagnole et de la première guerre du Nord, ainsi qu'un royaume de France agrandi par les traités de Westphalie et des Pyrénées. Louis XIV ne protégera pas cet héritage de Mazarin, bien au contraire : soucieux d'affirmer sa grandeur par de vastes conquêtes, le roi trouvera dans les traités de paix, si difficilement obtenus par le Cardinal, les prétextes qui justifieront ses innombrables guerres.
Confronté à de nombreuses rumeurs sur l'acquisition illicite de sa fortune, Mazarin fit venir un notaire près de son lit le 3 mars 1661 et lui dicta un testament, par lequel il reconnaissait que tous ses biens, provenant de Louis XIV, devraient être restitués à ce dernier ; mais le roi, au bout de plusieurs jours de réflexion, refusa cette donation testamentaire, ne pouvant accepter l'humiliation d'un tel cadeau, de l'un de ses sujets. Mazarin prévit ce refus et enregistra un nouveau testament le 6 mars 1661, par lequel il lègue la plus grande partie de sa fortune à sa nièce Hortense Mancini et son mari le duc de La Meilleraye, neveu de Richelieu, probablement pour rendre un dernier hommage au grand ministre qui avait été « son bienfaiteur ». En outre, Mazarin lègue au souverain des diamants (le Sancy et 18 diamants qui portent dès lors son nom, les Mazarins) et laisse des pensions à des gens de lettres, « ce qui était un excellent moyen de faire célébrer sa mémoire ».
Compte à rebours

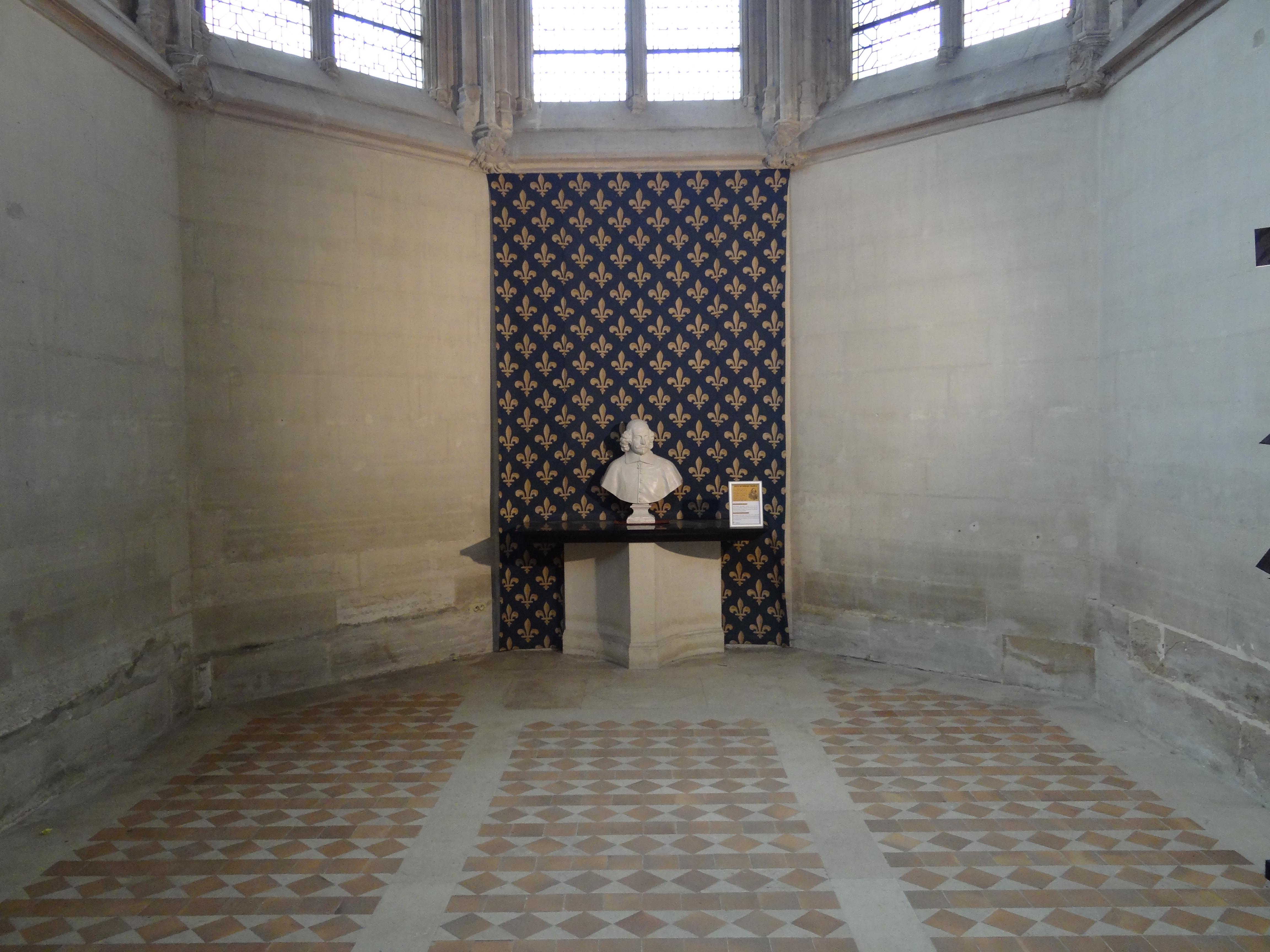
La sacristie de la Sainte-Chapelle de Vincennes avec au fond le buste de Mazarin.

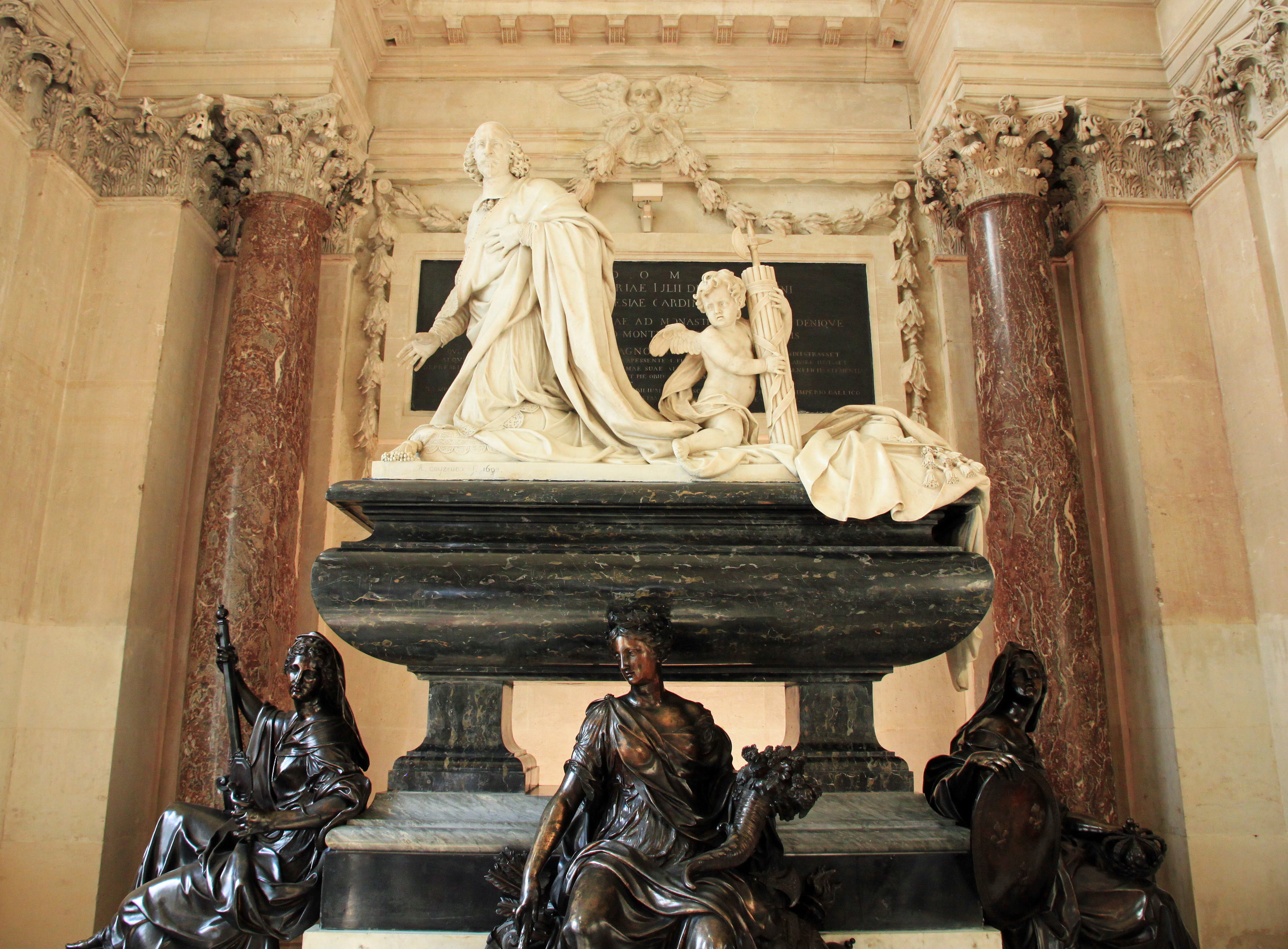
Cénotaphe de Mazarin dans la chapelle du collège des Quatre-Nations.

À sa mort, Mazarin souhaite être inhumé, comme son prédécesseur le cardinal de Richelieu le fut à la Sorbonne, dans la chapelle du collège des Quatre-Nations. Sa dépouille est déposée dans un caveau provisoire dans la sacristie de la Sainte-Chapelle du château de Vincennes (où un buste commémore son ancienne inhumation) avant d'être transportée en grande pompe, le 6 septembre 1684, dans les caveaux qui s'étendent sous la chapelle du collège dont la construction n'est pas encore finie. Le tombeau de Mazarin, destiné à trôner sous la coupole du collège des Quatre-Nations, est sculpté par Antoine Coysevox, aidé par Étienne Le Hongre et Jean-Baptiste Tuby, et n'est achevé qu'en 1693. Dans cette chapelle-mausolée, le sarcophage de marbre noir veiné, soutenu par des consoles, est surmonté d'une statue en marbre blanc représentant le cardinal agenouillé sur un coussin, dans un geste d'offrande de sa personne (la main gauche sur le cœur, la main droite en avant). Mazarin est dans sa chape prélatice largement drapée qui recouvre le sarcophage et enveloppe à demi son chapeau cardinalice à glands tandis qu'un angelot funèbre, à califourchon sur la traîne de la grande cape, tient dressé le faisceau de licteur du blason cardinalice, qui rappelle opportunément le bilan civique de l'action du ministre. Sur les marches en marbre du socle sont assises, accoudées, trois figures féminines de bronze qui sont des allégories de Vertus (la Prudence à gauche, la Paix au centre et la Fidélité à droite).
À la Révolution française en 1793, sa tombe est profanée, les cendres du cardinal sont jetées à la voirie et son mausolée détruit comme de nombreux emblèmes de la monarchie. Alexandre Lenoir, conservateur des monuments, récupère le tombeau, le dépose dans l'ancien couvent des Petits-Augustins où il le fait reconstituer. Par la suite, il rejoint le musée du Louvre jusqu'en 1964, date à laquelle il retrouve la chapelle du collège des Quatre Nations. Ce mausolée n'est donc plus qu'un simple cénotaphe.

### Surnoms de Mazarin
« Colmardo » - « frère coupe-chou », comme l'appelait familièrement Richelieu, qui usait également des surnoms de « Rinzama » (anagramme de Mazarin) ou de « Nunzinicardo » (le cher petit nonce).

## L'homme de guerre
Six régiments du royaume de France ont reçu la dénomination « régiment de Mazarin », entre 1642 et 1661,.
En 1654, après vingt ans de conflit, les armées des belligérants étaient épuisées et avaient atteint un niveau d'équilibre qui repoussait au lointain toute perspective de conclusion rapide. Mazarin expliquait pourtant au pape Innocent X qu'il fallait continuer le combat car les hommes de paix étaient d'abord suspendus au résultat des batailles :

« L'autorité suprême dépend chaque jour des bons ou des mauvais succès des armes, 30 janvier 1654. »

Dans sa correspondance, Mazarin exprime régulièrement le fait que la guerre se fait ou qu'elle se continue « vivement », « vigoureusement », « puissamment », « plus fortement que jamais », pour Mazarin, on ne fait pas la guerre à moitié.

### Mazarin et la guerre

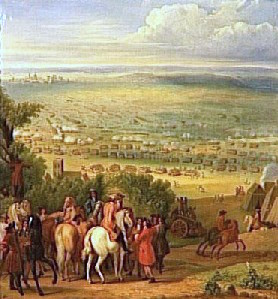
Bataille de Lens, qui voit le 20 août 1648 la victoire de l'armée française sur l'armée espagnole, est la dernière bataille de la Guerre de Trente Ans.

En accédant au pouvoir, la reine-régente et son Premier ministre s'étaient trouvé immédiatement confrontés à un état de choses ancien, capital : la guerre. La guerre à peu près partout en Europe : guerre civile en Angleterre, en Espagne (Portugal et Catalogne), conflits permanents aux confins de l'Empire ottoman ; guerre coupée de trêves, autour de la Baltique, que le roi de Suède Gustave II Adolphe, puis le chancelier Axel Oxenstierna, qui gouvernait au nom de la jeune Christine, voulait transformer en lac suédois.
Mai 1643 : la guerre donc avec Rocroi comme éclatante ouverture. Pour Richelieu et pour Mazarin, l'adversaire essentiel était l'Espagne encore puissante, dont les territoires enserraient presque le royaume. Pour l'atteindre, il fallait entrer dans une série de conflits qu'on appela guerre de Trente Ans. On discerne en réalité trois conflits qui se sont joints, sinon mêlés.
- Le plus ancien opposait (avec des trêves) le Roi Catholique (d'Espagne) au Très-Chrétien[65] depuis au moins Charles Quint et François Ier, soit plus d'un siècle. Richelieu l'avait repris, débarrassé du problème protestant à l'intérieur, indirectement à partir de 1630, directement cinq ans plus tard.
- Le deuxième opposait depuis soixante-cinq ans (avec une trêve de douze ans, 1609-1621) l'Espagne à la partie septentrionale et protestante de ses anciennes provinces des Pays-Bas, qui combattaient pour obtenir et assurer leur indépendance.
- Le troisième conflit, intérieur à l'Allemagne, avait débuté en Bohême, royaume dont le monarque était Matthias Ier de Habsbourg, autoritaire et champion du catholicisme. Après la défenestration de Prague (1618), s'ensuivirent des guerres complexes et souvent horribles où furent successivement vaincus l'électeur palatin, puis le roi du Danemark (prince d'Empire par ses duchés de Schleswig et Holstein), tenant quatre années avec les subsides français, puis le roi de Suède Gustave II Adolphe, dont la mort prématurée ne compromit les succès de ses armées. Tous avaient été puissamment aidés par l'armement hollandais et les subsides puis les soldats français[66].

Après des années très difficiles au début du conflit, la situation s'était bien redressée grâce à des sacrifices considérables. Ainsi la marine hollandaise écrasa la marine espagnole au large de Douvres en 1639 : cette première victoire du jeune Maarten Tromp interdisait toute liaison maritime entre l'Espagne et les provinces « belges ». Par l'occupation d'une partie de la Lorraine et de l'Alsace impériales, les garnisons et les troupes françaises gênaient les liaisons entre Franche-Comté et Pays-Bas, et essayaient d'agir de même autour du Milanais et des places savoyardes. Et puis, Rocroi était venu, bloquant une nouvelle invasion espagnole par le nord et mettant fin à la réputation d'invincibilité des tercios de Philippe IV.

### Financer la guerre
On aurait pu penser que, la guerre contre l'Empire terminée, la Fronde vaincue, Mazarin rentré, le surintendant Charles Ier de La Vieuville décédé et Fouquet, flanqué de Servien, lui succédant, des temps moins agités et moins pénibles allaient s'ouvrir pour les difficiles et quasi mystérieuses finances du royaume de France. Ce serait oublier le poids d'un lourd passé, les dettes énormes, les rancœurs et surtout la continuation d'une guerre contre Condé et l'Espagne, avec tout ce qu'elle impliquait de régiments à solder, à ravitailler, à armer, d'alliés du dehors et de ralliés du dedans à soudoyer grassement, sans compter les déplacements incessants de la Cour et les festivités brillantes et interminables qui allaient se multiplier avec la paix espagnole et le mariage du roi,.
On connait médiocrement le montant total des recettes (une partie restait en province) qui alimentèrent le trésor royal sous le « ministère » de Fouquet. Françoise Bayard a avancé pour 1653 le chiffre de 109 millions de livres. Après avoir quelque peu stagné, les dépenses (donc les recettes en métal) atteignirent leur maximum entre 1656 et 1659. D'autres recettes arrivaient par des voies normales, celles des officiers de finances, receveurs généraux et intendant, qui avaient déjà réglé en partie les dépenses provinciales, civiles et militaires. Le total annuel dut osciller autour de 120 millions, baisser quelque peu en 1659 et surtout après.

## L'accoucheur de l'absolutisme
« Pour porter les affaires de la France au plus haut point […], une seule chose est nécessaire : que les Français soient pour la France »

— Mazarin

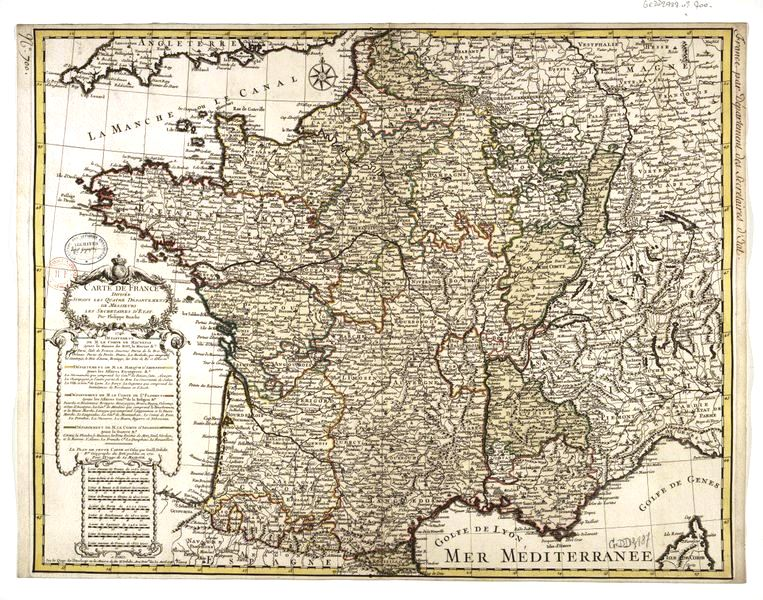
Philippe Buache. Carte de France divisée suivant les quatre départements de Messieurs les secrétaires d'État (1746).

S'il était romain, diplomate pontifical pendant douze ans, il fut aussi le principal ministre de Louis XIII, puis celui d'Anne d'Autriche, pendant dix-huit ans.
Pendant la minorité de Louis XIV, c'est le cardinal Mazarin qui affronte le soulèvement de la Fronde : les Condé attisent la révolte et le peuple parisien s'agite. Le jeune Louis XIV doit subir l'humiliation de la fuite dans la nuit (« la nuit des rois, nuit du 5 au 6 janvier 1649 »). Il gardera toute sa vie un profond ressentiment contre la noblesse frondeuse. Il fut aussi éduqué par Mazarin dans l'idéologie absolutiste selon laquelle le pouvoir ne se partage pas. Omer Talon, qui fut avocat général au parlement de Paris pendant la Fronde (1648-1652) le considère comme le grand-prêtre d'une religion royale dont il se voulut le plus fidèle serviteur.
Mazarin dut donc affronter une révolution, la Fronde, et une brillante opération de communication politique, les mazarinades, menée contre lui par le cardinal de Retz et le parti aristocratique, avec l'appui des riches bourgeois de Paris. Il en sortit victorieux et grandi, soutenu par la reine, dans un amour d'une fidélité indéfectible et partagée. Il sut conclure simultanément les guerres de Trente Ans et franco-espagnole. Sans répit, il s'ingénia à recréer la paix civile et la paix européenne, inventant la première architecture politique de l'Europe, avec la France pour arbitre, et non comme puissance dominante.
François Bluche et Marcel Le Glay considèrent Mazarin comme le plus grand homme du Grand Siècle.

## L'arbitre de l'Europe

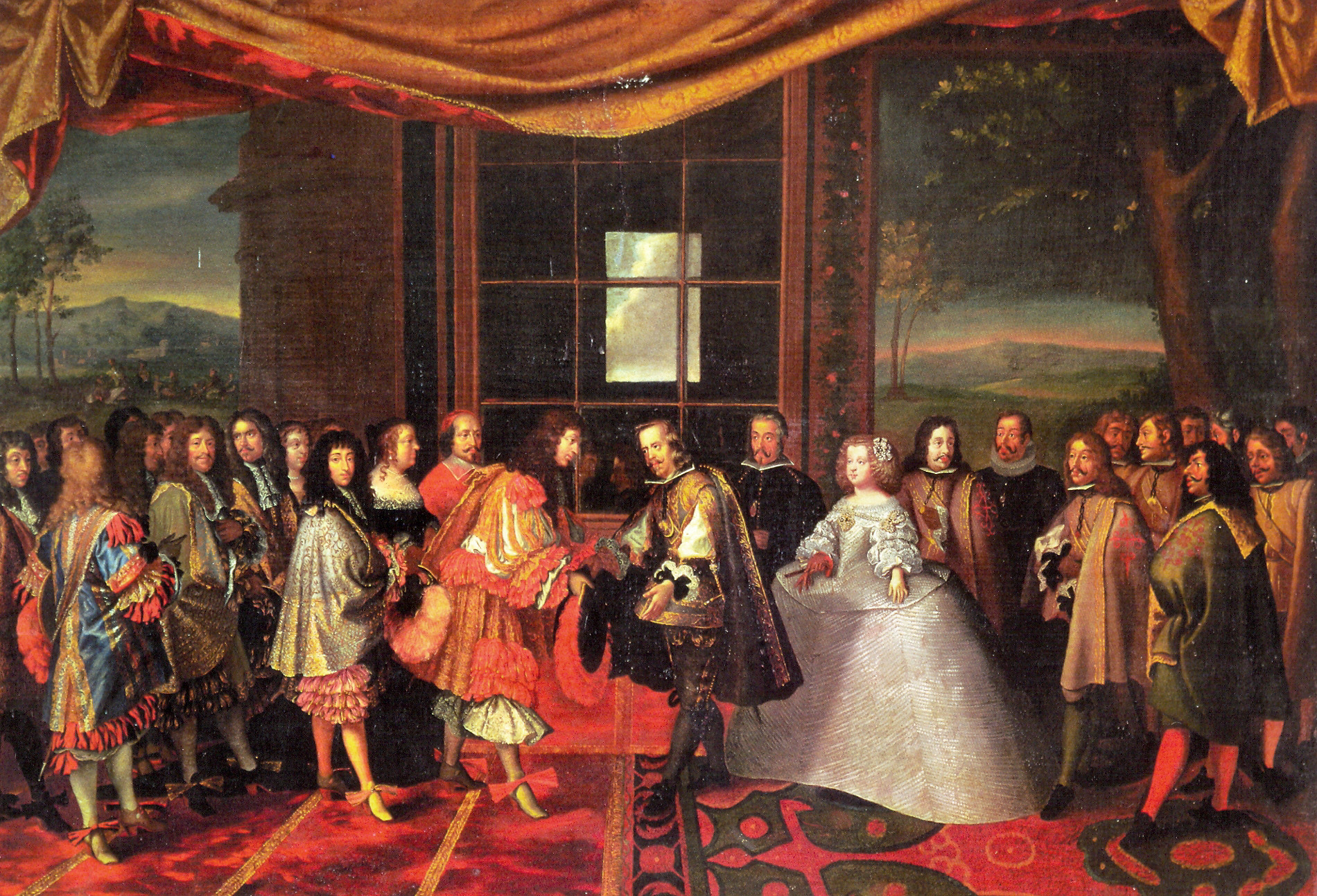
(Entrevue des deux rois sur l'île des Faisans) de et de Philippe IV (roi d'Espagne) en 1659. On distingue la fille de Philippe IV, future reine de France, derrière lui. Par Jacques Laumosnier.

Mazarin n'a pu donner sa mesure en temps de paix car les hostilités ont duré pendant tout son ministère. Quand il arrive au pouvoir, le Saint-Empire romain germanique, les Provinces-Unies, le duché de Milan, la Catalogne Nord, le Portugal servent déjà de champ de bataille.
Lui-même ouvre un nouveau front sur les rives du grand-duché de Toscane et se voit contraint d'intervenir à Naples, obligeant ainsi les Espagnols à disperser leurs forces. De longues opérations, coûteuses en hommes et en armement, sont engagées en vue de conquérir des positions stratégiques.
Les grandes victoires qui jalonnent la régence (bataille de Rocroi 1643, bataille de Fribourg 1644, bataille d'Alerheim 1645, bataille de Lens 1648) portent des coups décisifs à l'empereur Ferdinand III de Habsbourg qui se résigne à la paix (traité de Münster (octobre 1648)). Mais la France, affaiblie par la Fronde, doit poursuivre la lutte contre l'Espagne. Elle ne parvient pas à terminer un conflit qui s'éternise. Bien que l'ennemi soit épuisé lui aussi, elle doit recourir à l'alliance anglaise. La bataille des Dunes (1658) permet enfin d'ouvrir les négociations de l'Île des Faisans. Dans ces succès militaires, Mazarin a une large part, et a poursuivi la guerre malgré la lassitude des populations et un fort courant pacifiste. Il a veillé journellement au sort des armées. En inspirant de très près l'action du secrétaire d'État Michel Le Tellier, en dressant des plans de campagne, en choisissant les généraux, en stimulant les chefs de guerre, il a été l'âme du combat.

## Relations avec Anne d'Autriche et correspondances secrètes

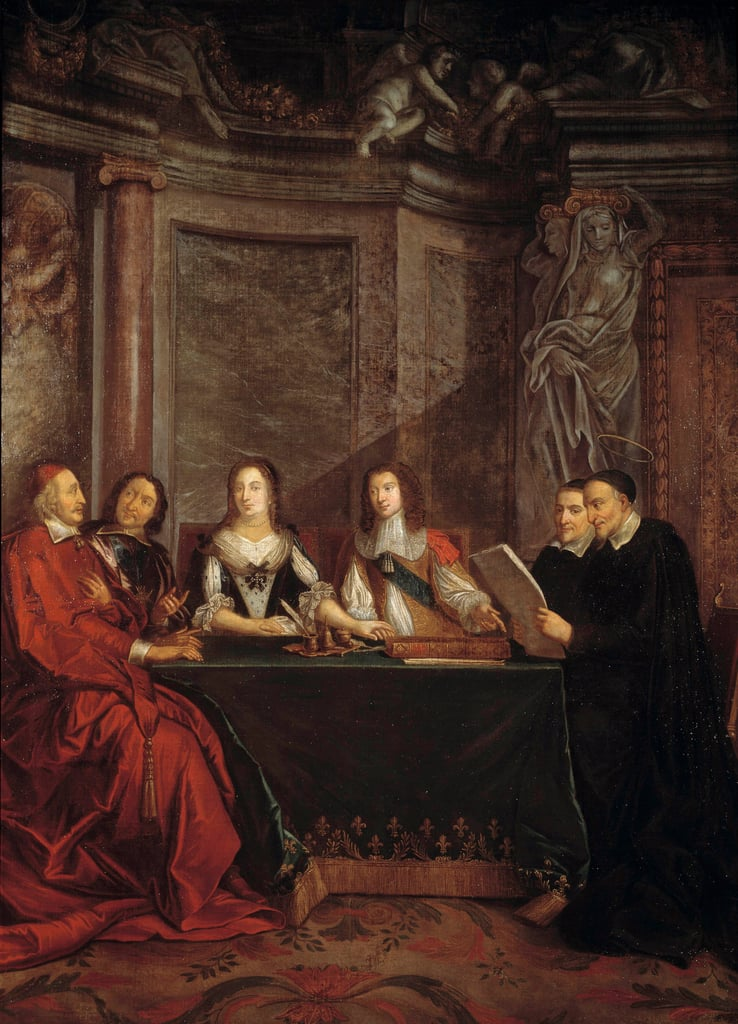
Le conseil de conscience, toile de Jean-François de Troy représentant Vincent de Paul lisant devant le cardinal Jules Mazarin, Pierre Séguier, la reine Anne d'Autriche et Louis XIV.

Les historiens s'interrogent sur la nature exacte des relations de Mazarin et d'Anne d'Autriche. Des lettres échangées depuis son premier exil, utilisant des codes, sont parfois très sentimentales, bien que ce soit le style de l'époque d'écrire avec beaucoup d'emphase,,,.

« Au pis aller, vous n'avez qu'à rejeter la faute du retardement sur 15 (qui signifie Anne), qui est… (illisible) (signe pour Anne) (signe pour Mazarin) jusques au dernier soupir. L'enfant vous mandera toutes choses. Adieu, je n'en puis plus. (signe pour Mazarin) lui sait bien de quoi. »

Leur relation fut en tous cas très étroite. Elle a sans doute été renforcée par leur isolement politique lors de la Fronde. La question de savoir si Mazarin et Anne d'Autriche s'aimèrent est controversée. Certains ont analysé leur correspondance de sorte qu'ils ont cru pouvoir y déceler une liaison (voire un mariage secret), qui reste hypothétique, entre l'homme d'Église et la reine mère.
De nombreux amants ont été attribués à Anne d'Autriche (voir ici). Le duc de La Rochefoucauld disait, pendant la Fronde, que Mazarin rappelait sûrement à la reine le duc de Buckingham. Son éventuelle paternité de Louis XIV, comme des historiens l'ont avancée, est aujourd'hui démentie par l'analyse génétique,.

### Correspondance
Les lettres de la reine sont perdues (la série de 11 lettres autographes qui a subsisté commence en 1653), mais on peut juger de leur ton par celui qu'employait Mazarin.
Lettres à la reine du 11 mai 1651 :

« Mon Dieu, que je serais heureux et vous satisfaite si vous pouviez voir mon cœur, ou si je pouvais vous écrire ce qu'il en est, et seulement la moitié des choses que je me suis proposé. Vous n'auriez pas grand-peine, en ce cas, à tomber d'accord que jamais il n'y a eu une amitié approchante à celle que j'ai pour vous. Je vous avoue que je ne me fusse pu imaginer qu'elle allât jusqu'à m'ôter toute sorte de contentement lorsque j'emploie le temps à autre chose qu'à songer à vous : mais cela est, à tel point qu'il me serait impossible d'agir en quoi qui en pût être, si je ne croyais d'en devoir user ainsi pour votre service.
Je voudrais aussi vous pouvoir exprimer la haine que j'ai contre ces indiscrets qui travaillent sans relâche pour faire que vous m'oubliez et empêcher que nous ne nous voyions plus […] La peine qu'ils nous donnent ne sert qu'à échauffer l'amitié qui ne peut jamais finir.
Je crois la vôtre à toute épreuve et telle que vous me dîtes ; mais j'ai meilleure opinion de la mienne, car elle me reproche à tout moment que je ne vous en donne pas assez de belles marques et me fait penser à des choses étranges pour cela et à des moyens hardis et hors du commun pour vous revoir […] Si mon malheur ne reçoit bientôt quelque remède je ne réponds pas d'être sage jusqu'au bout, car cette grande prudence ne s'accorde pas avec une passion telle qu'est la mienne […]
Ah ! que je suis injuste quand je dis que votre affection n'est pas comparable à la mienne ! Je vous en demande pardon et je proteste que vous faites plus pour moi en un moment que je ne saurais faire en cent ans : et si vous saviez à quel point me touchent les choses que vous m'écrivez, vous en retrancheriez quelqu'une par pitié, car je suis inconsolable de recevoir des marques si obligeantes d'une amitié si tendre et constante, et d'être éloigné.
Je songe quelquefois s'il ne serait pas mieux pour mon repos que vous ne m'écrivissiez pas, ou que, le faisant, ce fût froidement ; que vous dissiez […] que j'ai été bien fou à croire ce que vous m'avez mandé de votre amitié, et enfin que vous ne vous souvenez plus de moi comme si je n'étais au monde. Il me semble qu'un tel procédé, glorieux comme je suis, me guérirait de tant de peines et de l'inquiétude que je souffre et adoucirait le déplaisir de mon éloignement. Mais gardez-vous bien d'en user ainsi ! Je prie Dieu de m'envoyer la mort plutôt qu'un semblable malheur, qui me le donnerait mille fois le jour : et si je ne suis pas capable de recevoir tant de grâces, il est toujours plus agréable de mourir de joie que de douleur. »

### La constance de la reine

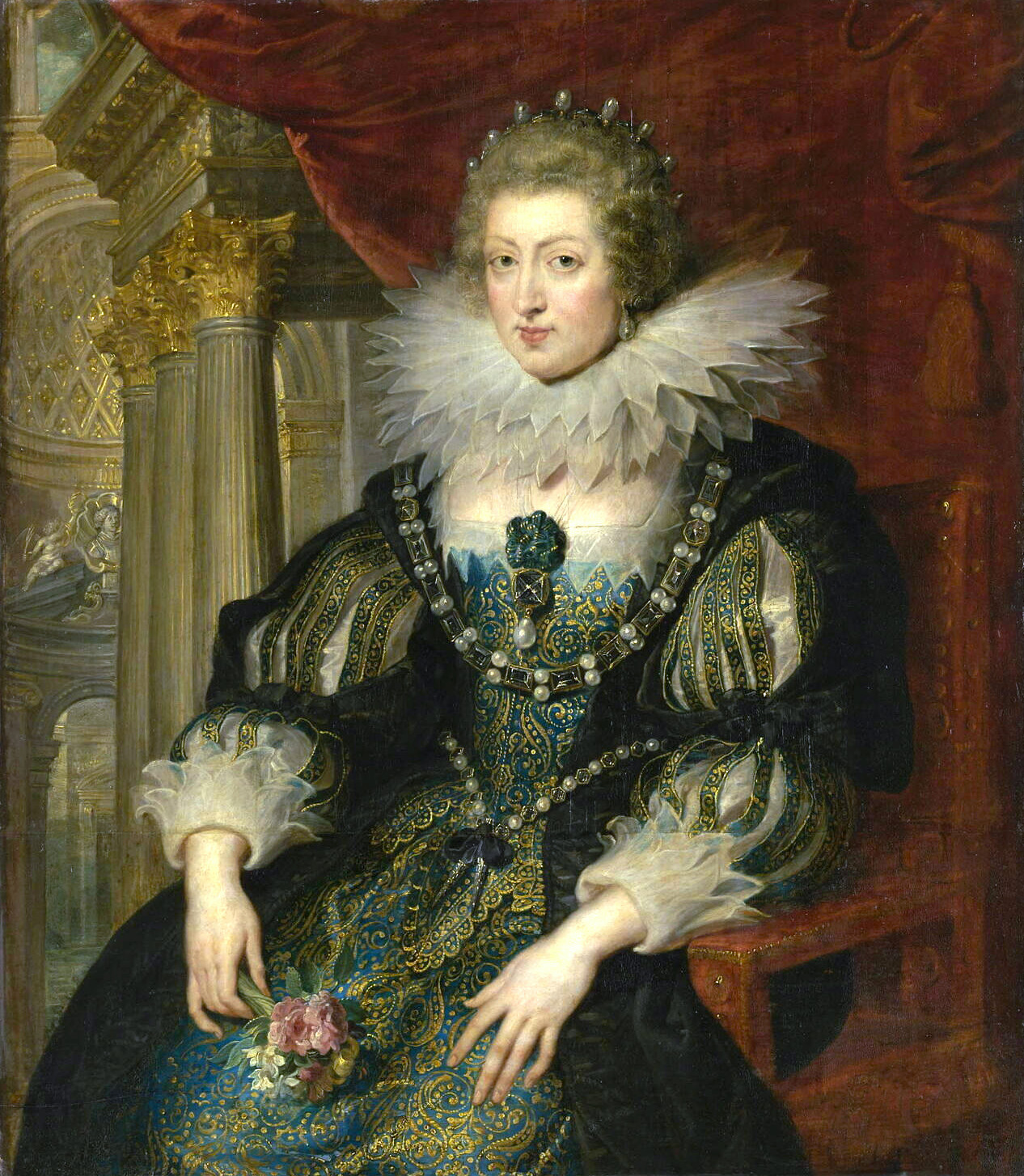
Anne d'Autriche peinte par Rubens en 1625.

La première lettre autographe connue de la reine à Mazarin n'est pas datée, mais elle est antérieure à celle du 26 janvier 1653, qui suivra :

« Ce dimanche au soir
Ce porteur m'ayant assuré qu'il ira fort sûrement, je me suis résolue de vous envoyer ces papiers et vous dire que, pour votre retour, que vous me remettez, je n'ai garde de vous en rien mander, puisque vous savez bien que le service du roi m'est bien plus cher que ma propre satisfaction ; mais je ne puis m'empêcher de vous dire que je crois que, quand l'on a de l'amitié, la vue de ceux que l'on aime n'est pas désagréable, quand ce ne serait que pour quelques heures. J'ai bien peur que l'amitié de l'armée ne soit plus grande que toutes les autres. Tout cela ne m'empêchera pas de vous prier d'embrasser de ma part notre ancien ami et de croire que je serai toujours telle que je dois, quoi qu'il arrive. »

Le 26 janvier, Mazarin n'étant pas encore revenu, Anne lui écrit :

« Je ne sais plus quand je dois attendre votre retour, puisqu'il se présente tous les jours des obstacles pour l'empêcher. Tout ce que je vous puis dire est que je m'en ennuie fort et supporte ce retardement avec beaucoup d'impatience, et si 16 [Mazarin] savait tout ce que 15 [elle] souffre sur ce sujet, je suis assurée qu'il en serait touché. Je le suis si fort en ce moment que je n'ai pas la force d'écrire longtemps ni ne sais pas trop bien ce que je dis. J'ai reçu de vos lettres tous les jours presque, et sans cela je ne sais ce qui arrivera. Continuez à m'en écrire aussi souvent puisque vous me donnez du soulagement en l'état où je suis. J'ai fait ce que vous m'avez mandé touchant [signes indéchiffrables] […]. Au pis aller, vous n'aurez qu'à rejeter la faute du retardement sur 15 [elle], qui est un million de fois ǂ et jusques au dernier soupir. L'Enfant Ondedei vous mandera toutes choses. Adieu, je n'en puis plus et lui [Mazarin] sait bien de quoi. »

Deux jours plus tard, le 28 janvier, Anne écrit encore à Mazarin. Elle a reçu de lui quelques reproches voilés pour avoir, sur l'instance de Molé, annulé une mesure de bannissement à l'encontre de quatre mauvais esprits du Parlement. Aussi s'excuse-t-elle en ces termes :

« Votre lettre, que j'ai reçue du 24, m'a mis bien en peine, puisque 15 [elle] a fait une chose que vous ne souhaitiez pas… [Suivent de longues explications, après lesquelles la reine conclut :] Voilà comme l'affaire s'est passée véritablement et, si elle vous a déplu, vous pouvez croire que ce n'a pas été nullement à ce dessein-là, puisque 15 [elle] n'a ni n'est capable d'en avoir d'autres que ceux de plaire à 16 [lui] et lui témoigner qu'il n'y a rien au monde pareil à l'amitié que 22 [elle] a pour 16, et 15 [elle] ne sera point en repos qu'il ne sache que 16 n'a pas trouvé mauvais ce qu'il a fait, puisque non seulement, en effet, il ne voudrait pas lui déplaire, même seulement de la pensée, qui n'est employée guère à autre chose qu'à songer à la chose du monde qui est la plus chère à * qui est *. J'en dirais davantage si je ne craignais de vous importuner par une si longue lettre et, quoique je sois bien aise de vous écrire, je m'ennuie si fort que cela dure que je voudrais fort vous entretenir autrement. Je ne dis rien là-dessus, car j'aurais peur de ne pas parler trop raisonnablement sur ce sujet. »

## Héritage et postérité

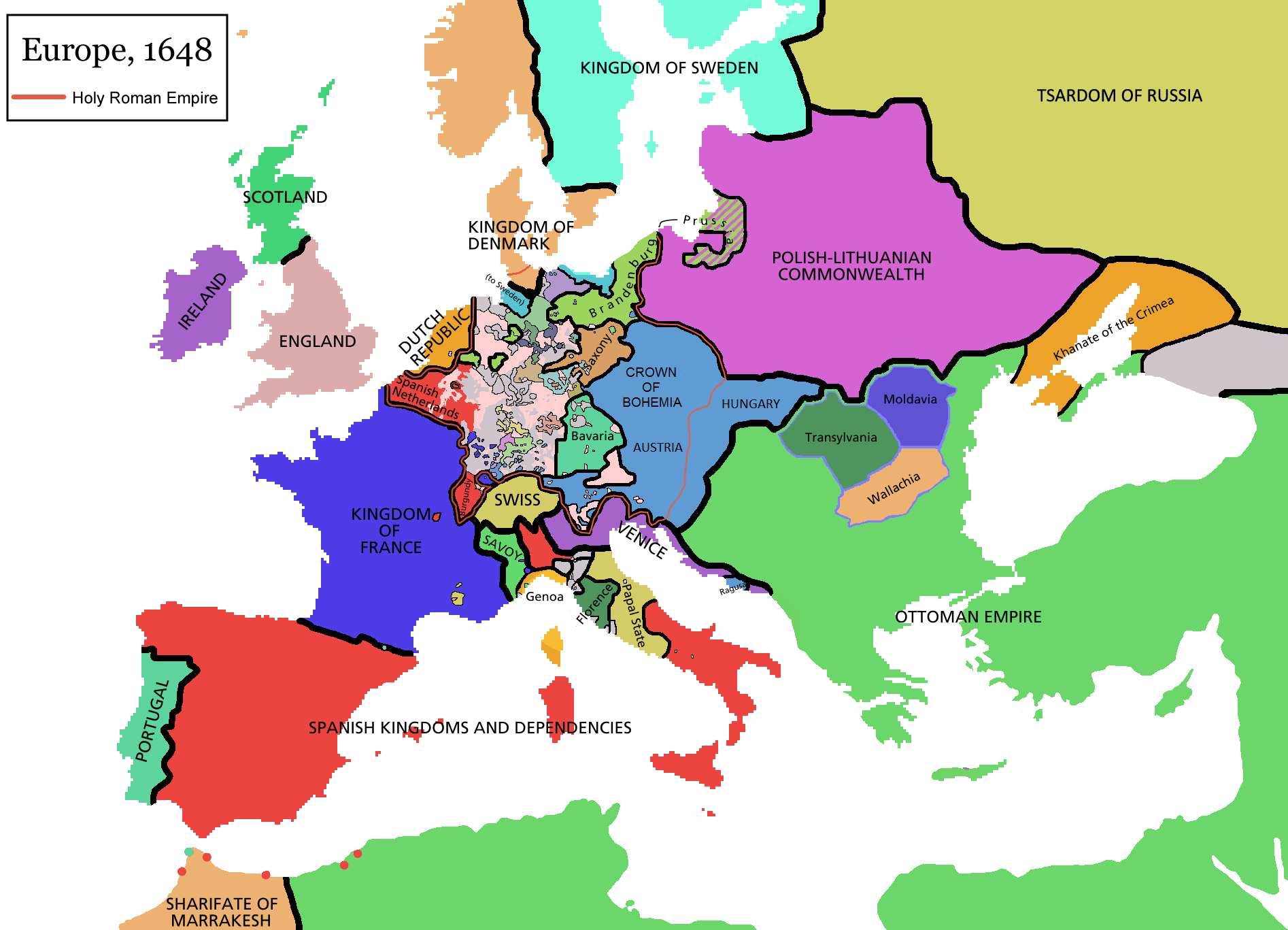
Carte simplifiée de l'Europe après la paix de Westphalie en 1648.

Au terme de sa vie, Mazarin avait rempli les principaux objectifs politiques qu'il s'était fixés pour la France :
- Apporter une paix stable à l'Europe dont la France serait l'arbitre ;
- Mettre un terme définitif aux révoltes nobiliaires, affirmer l'autorité royale au détriment des Grands du Royaume ;
- Soumettre le clergé.

À ces différentes victoires, il est nécessaire d'ajouter la réussite de l'éducation du jeune Louis XIV, ce dont ce dernier, manifestement admiratif des talents du Cardinal, fut toujours reconnaissant. À la mort de Mazarin, le futur Roi Soleil trouvait entièrement dégagée la voie de l'absolutisme monarchique.
Outre l'héritage politique, le cardinal Mazarin a laissé une fortune estimée à 35 millions de livres, dont 8 millions en espèces (soit l'équivalent de l'encaisse de la banque d'Amsterdam, banque la plus importante du monde à l'époque ou l'équivalent de la moitié du budget annuel du Royaume). Ayant tout perdu pendant la Fronde, il avait donc accumulé ces richesses entre 1652 et sa mort, soit en moins de dix années. Il s'était fait attribuer par la reine-régente des charges civiles et ecclésiastiques (voir la liste impressionnante p. 50-51 du La Fronde de Hubert Méthivier, PUF, 1984), avait spéculé sur les fonds d'État, joué sur la valeur des monnaies et leur retrait (ce qui causa par exemple en 1659 la révolte des « sabotiers » de Sologne, paysans misérables soulevés contre le retrait des liards, lesquels constituaient leurs maigres réserves monétaires), s'était enrichi par l'entremise d'hommes de paille sur les fournitures aux armées… Sous l'Ancien Régime, aucun héritage n'atteignit ce niveau, les plus élevés étant ceux du cardinal de Richelieu (16 millions nets) et de Charles Gonzague (5,5 millions en 1637). Pour éviter que ne soit fait un inventaire de ses biens, et donc de ses agissements, il légua tout au roi, qui hésita trois jours avant d'accepter, puis, l'ayant fait, laissa ces biens à ses héritiers, manœuvre classique en ces temps pour éviter les recherches de justice. Sa rapacité était telle qu'il songea même, lui qui ne fut jamais ordonné prêtre, à devenir archevêque d'un des riches territoires nouvellement conquis, mais le pape s'opposa à un zèle si intéressé.

### Vers l'apogée
Condé parti, les autres Grands exilés ou soumis, le Parlement de Paris apparemment assagi, Paris heureux d'être en paix, de se nourrir mieux et de travailler plus, le roi, la reine-mère et le cardinal ne manquaient pourtant pas de préoccupations. La principale était de terminer l'interminable guerre, de trouver inlassablement les deniers nécessaires à la victoire, mais aussi de maîtriser les hostilités rampantes. Pour le premier point, Mazarin pouvait compter sur Turenne et sur l'éclat donné par la présence du jeune roi à l'armée. Pour l'argent, Fouquet allait opérer le miracle de réaliser l'improbable ; pour la paix intérieure, chacun allait s'en occuper. Restait à former ce roi entré dans sa quinzième année : sa mère et surtout son parrain allaient y consacrer leur temps, leur intelligence et leur amour, maternel d'un côté, très attentif de l'autre.
Cet ensemble d'efforts que vont couronner la victoire, les traités, le mariage espagnol
 et déjà une sorte de prééminence européenne donne aux dernières années de ce triumvirat un éclat et une couleur d'apogée qui n'ont pas été souvent soulignés, tout obnubilés qu'étaient les historiens par la « prise de pouvoir » tant célébrée, qui les empêchait de voir la continuité sous l'éclatante « révolution » du 10 mars 1661.

### L'œuvre de Mazarin

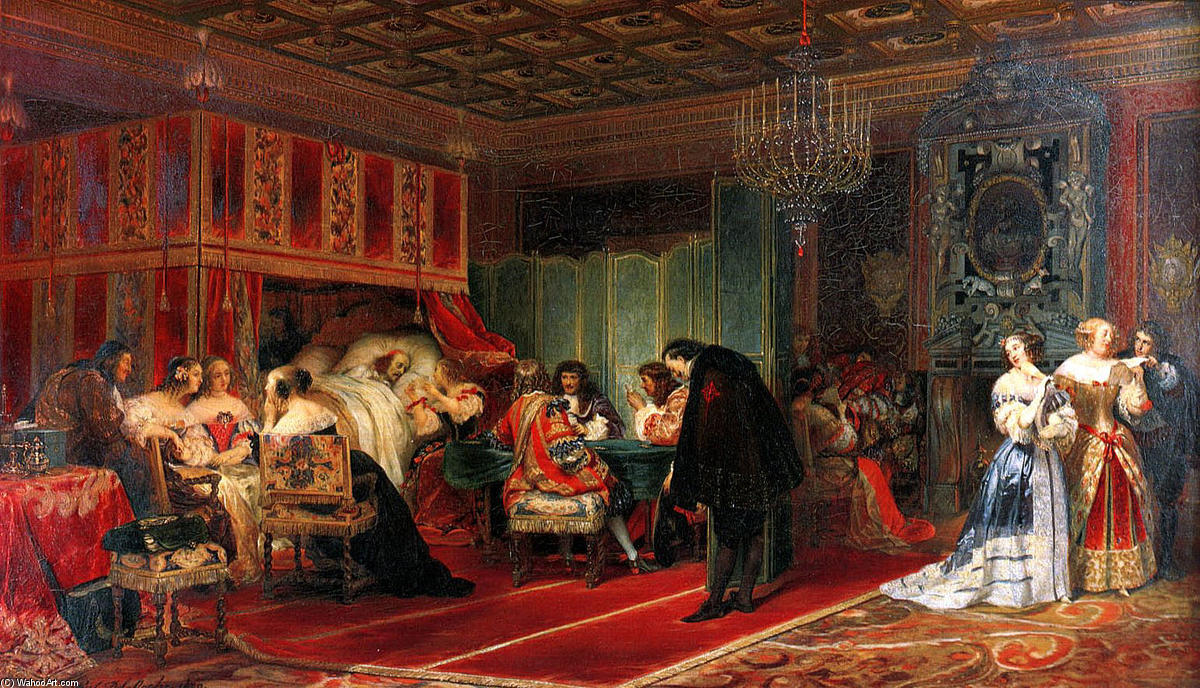
9 mars 1661 : mort de Mazarin, toile de Paul Delaroche.

Mazarin s'éteint le 9 mars 1661. Il laisse à son filleul, Louis XIV, impatient de régner seul, un royaume sensiblement agrandi. Il a parachevé l'œuvre de Richelieu. Son image a été brouillée par tant de mazarinades et par les questions que pose sa considérable fortune (comme Richelieu) accumulée dans l'exercice du pouvoir. Il a pourtant, en 18 ans de pouvoir, tenu tête aux Habsbourg, résisté aux ambitions des frondeurs, préparé le roi à son « métier », constitué autour de lui le Conseil d'en haut, qui restera inchangé (Fouquet mis à part, qui tombe en disgrâce en 1661) pendant une grande partie du règne de Louis XIV. La longévité de son exercice lui a permis de finir avec succès la grande guerre espagnole, de reconstruire les provinces éprouvées par les guerres, et participe à forger l'État moderne.
Les dix-huit ans du ministère de Mazarin sont marqués par deux faits majeurs : la mise au pas définitive d'une noblesse frondeuse, qui a mis à mal le pouvoir royal et compromis le développement de la monarchie administrative pendant la Fronde, et la poursuite tenace de la guerre contre les Habsbourg. Les traités et les alliances négociés avec Mazarin (paix de Westphalie, ligue du Rhin, paix des Pyrénées et paix du Nord) créent un nouvel équilibre en Europe, propice à l'épanouissement de la prépondérance française.
Les Frondes
La Fronde et la Fronde parlementaire (1648-1649) étaient tombées assez vite de l'horreur à la résignation, de la folie à la raison, au milieu de ruines matérielles et morales bien difficiles à relever. Elles finissaient mal ou pauvrement, sans dignités, si elles en eurent jamais.

Il restait au roi à pardonner aux uns, à condamner les autres, à exiler les moins coupables et a permettre à son Parlement de rentrer à Paris « sans prendre à l'avenir aucune connaissance des affaires de l'État et des finances ». Naturellement, à peu près tout ce que celui-ci avait décidé naguère était annulé.

Une victoire royale, certes, mais sur qui ou sur quoi ? Sur le désordres ? les illusions ? les ambitions ? le passé ? Mais d'abord, outre ce facteur d'unité que lui confère la haine maladive de Mazarin, que fut vraiment cette Fronde, ce temps de la Fronde, que celui qu'elle visait sut, malgré des erreurs, soupeser, contourner, mépriser et finalement dominer et vaincre, avec une fureur dans le travail et une souplesse dans l'intelligence dont on trouverait difficilement l'équivalent.

### Réorganisation du pouvoir
Rentrée à Paris entre octobre et février et triomphalement fêtée, par ceux-là mêmes qui l'avaient contraint à partir dut reconstruire un gouvernement et une haute administration que la Fronde avait bouleversés et dont la majorité du roi, avait juridiquement transformé la substance.
Le Conseil du roi, qui s'était « dispersé » dans un fluctuant et trop abondant Conseil de Régence, retrouvait et prenait déjà les contours qu'il garda, après mars. En droit, le roi le présidait (même en son absence), et le Chancelier en son absence physique. En fait, si on laisse de côté le Conseil de Conscience – réduit à Mazarin seul, parfois assisté de la reine et d'un évêque (M. Vincent, suspect pendant la Fronde, avait été poliment oublié) – ce Conseil juridiquement « un » fonctionnait habituellement à trois étages :
- Le Conseil étroit (quelques ministres).
- Le Conseil d'État du roi privé et des Finances avec des conseillers d'État titulaires et des maîtres de requêtes (avocats, greffiers, huissiers et autres auxiliaires).
- Le Conseil des dépêches, nouveauté qui soulageait le précédent des questions les moins urgentes, avec le concours de quatre secrétaires d'État qui, étaient chargés chacun d'un quart du royaume.

Au sein du Conseil d'en haut outre la reine et le roi (vers sa quinzième année), Mazarin avait désigné des hommes sûrs et compétents :
- Premier de tous, le chancelier Séguier, en place depuis Louis XIII, théoriquement inamovible (il resta jusqu'à sa mort, en 1672).
- Second personnage, en place depuis 1643, Michel Le Tellier, secrétaire d'État à la guerre, le fidèle par excellence[af].
- Henri-Auguste de Loménie, secrétaire d'État aux étrangers, fidèle mais vieillissant, que domine vite le jeune et brillant Hugues de Lionne.
- Deux surintendants des finances : le rude Abel Servien[105], chargé de gérer les dépenses, et son collègue le jeune, brillant, fort riche Nicolas Fouquet, où sa subtilité fit merveille, pour trouver de l'argent[106].

Beau rassemblement de capacités que Louis XIV conserva tel quel (sauf Fouquet) et reconduisit en leur descendance. On note qu'il n'est pas question de Jean-Baptiste Colbert, alors simple chargé d'affaires dans la maison Mazarin, comme son intendant personnel. La besogne ne manquait pas : non seulement légiférer, mais surtout faire appliquer édits, déclarations et arrêts du Conseil, notamment financiers.

## Le collectionneur et les arts

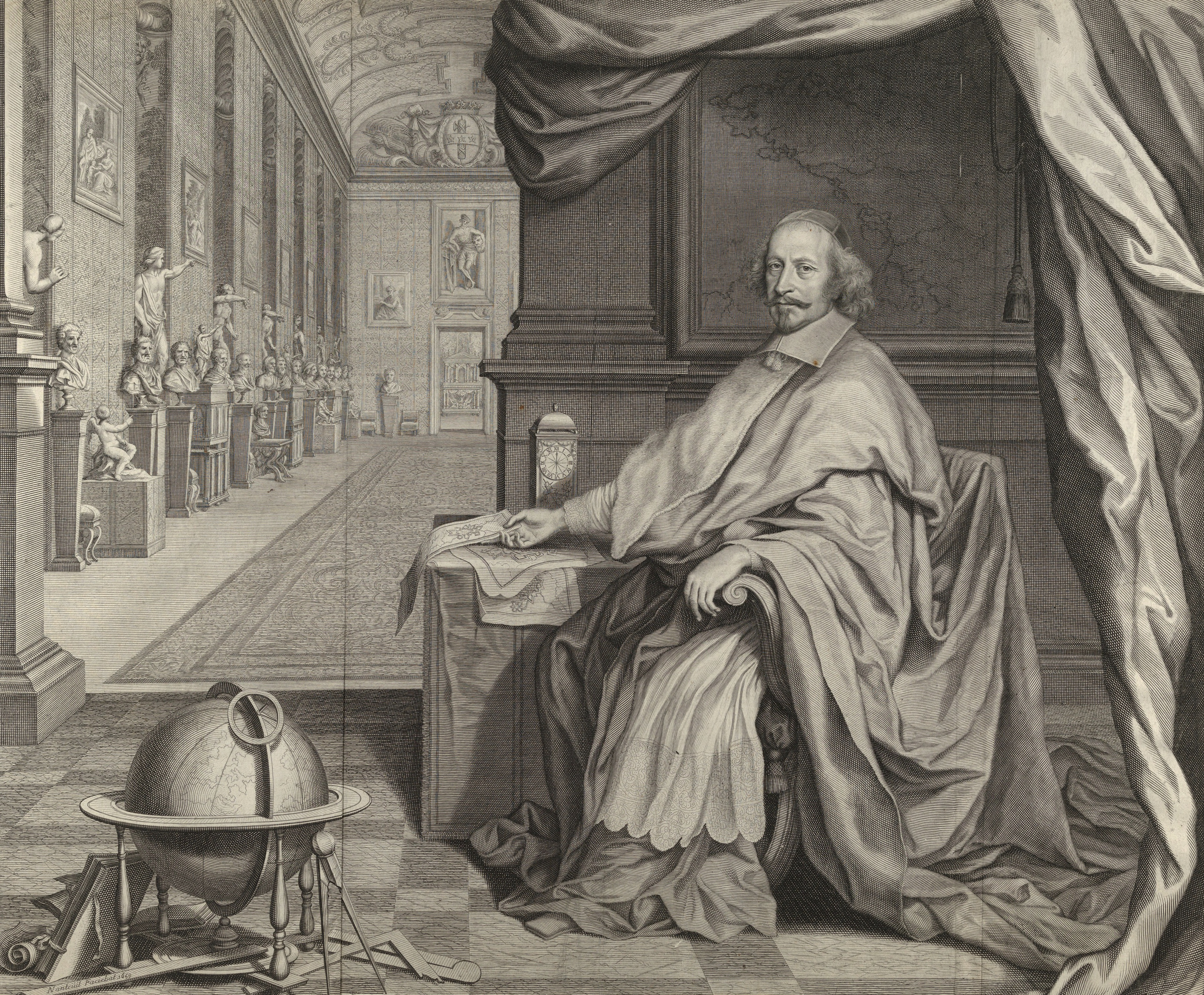
Jules Mazarin et la bibliothèque Mazarine 1659, par Robert Nanteuil.

Mazarin n'a pas été à proprement parler un mécène. S'il a donné une impulsion aux arts (spécialement dans le domaine musical afin de révéler au public français le style vocal en honneur en Italie), il l'a fait au nom du roi, désirant ne pas encourir le reproche de se substituer à son maître. Mais il a été un collectionneur passionné, par nécessité, pour meubler ses palais ; par goût du faste, pour rassembler des objets précieux et rares ; par jeu, pour se procurer de belles pièces « au moindre prix ». Des correspondants de tous les pays lui ont signalé les achats intéressants. Il a envoyé des hommes de confiance lorsque les acquisitions en valaient la peine. L'Italie, Rome en particulier, lui a fourni des caisses entières de meubles, antiques et tableaux. Surtout il a été le premier en France à posséder autant de « chinoiseries », c'est-à-dire des curiosités importées par la Hollande de l'Extrême-Orient (Céleste Empire ou Japon). Amasseur encore plus qu'amateur, séduit trop souvent par la « belle apparence » plutôt que par la qualité, Mazarin a néanmoins joué un rôle important, quoique difficilement décelable, dans l'histoire de l'art par l'influence qu'il a exercée sur la formation des goûts de Louis XIV.

### Le «Baroque» mazarinesque
Mazarin avait été élevé dans la Rome pontificale, en pleine période d'exaltation et de triomphalisme catholique, alors que se construisaient ou se restauraient églises et palais, dans un style sévère et riant, joyeux, presque échevelé, deux aspects de ce qu'il est convenu d'appeler « Baroque ». Mazarin fut l'exact contemporain de Borromini et du Bernin ainsi que des peintres que furent Le Guerchin et Pierre de Cortone et de Cavalli, créateur de l'opéra italien, et même de Carissimi, le maître de l'oratorio. Grandi, mûri charmé par cette atmosphère de renouveau, il ne pourra que désirer la transporter avec lui. L'époque mazarine — quel autre nom donner à ces deux décennies centrales du XVIIe siècle ? — est rigoureusement contemporaine de son essor, et le cardinal y contribua grandement.
De 1643 à 1646, il achète des terrains et fait construire un hôtel particulier, le palais Mazarin, en utilisant comme prête-nom l'intendant Jacques Tubeuf pour ne pas être accusé, en ces temps de forte pression fiscale de la part d'un État endetté, de dépenses excessives. Grand collectionneur de tableaux (notamment certains du roi Charles Ier (roi d'Angleterre), meubles, tapisseries, vases, livres et antiquités, cet esthète en soutane met en valeur ses collections dans les deux galeries hautes et basse de son palais (appelées aujourd'hui « galerie Mansart » et « galerie Mazarine »). Il fut le protecteur de l'Académie royale de peinture et de sculpture fondée en 1648. À sa mort, son secrétaire Colbert acquiert en 1665 les antiques les plus belles pour Louis XIV. Le reste de la collection est partiellement dispersé et saisi à la Révolution pour le musée du Louvre.

### Musique d'Italie
À partir de François Ier, la venue en France de musiciens italiens, d'abord peu nombreux, va s'accélérer avec le choix d'une Florentine, Catherine de Médicis épouse de Henri II. Des voyages qui ne fonctionnaient pas à sens unique, la circulation des princesses d'une cour à l'autre, par mariage, s'accompagnaient volontiers d'une circulation parallèle de leurs chanteurs, de leurs violons, et d'autres. En France, les trois grandes vagues, comme la mode de l'italianisme, ont suivi les deux reines Médicis, puis Mazarin : celui-ci était un ardent mélomane, formé chez les Colonna et plus encore chez les Barberini.

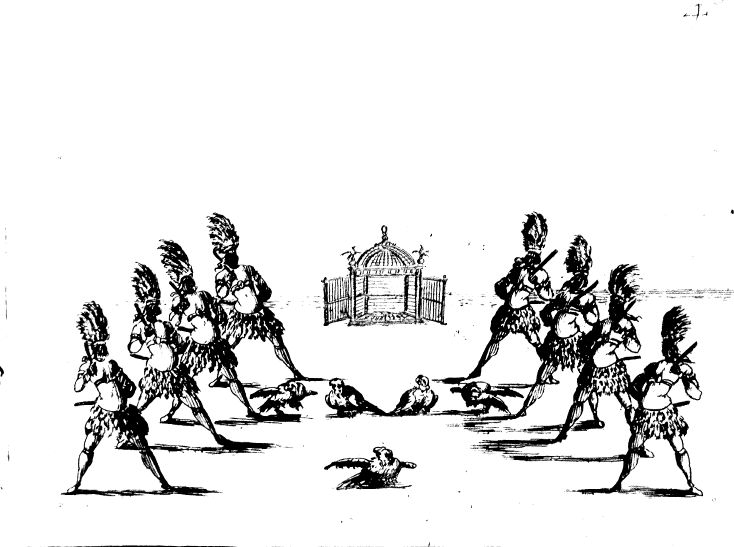
Ballets d'invention de Giovan Battista Balbi, gravures de Valerio Spada (Bruxelles 1649).

Du temps de Catherine, les violonistes milanais concoururent à constituer la « bande » des 24 violons du roi, sous l'égide de Balthazar de Beaujoyeulx ; ils développèrent aussi un style français et furent les initiateurs du ballet de cour, qui connut durant un bon siècle un tel prestige. Avec Marie de Médicis, l'influence s'accentue ; le chant italien, amorce de l'opéra, est introduit par le fameux Giulio Caccini, sa fille Francesca, la non moins célèbre « Cecchina », qui influèrent sur la traditions française. Philippe Beaussant, insiste particulièrement sur la troisième vague, la plus éclatante, la plus puissante — chapitre qu'a conté Henry Prunières. Elle doit tout à Mazarin, mais fut très bien accueillie par la reine.
Il soutint passionnément la plus célèbre cantatrice du temps, Leonora Baroni, qu'il invita à Paris où elle séduisit littéralement la reine qui ne cessait de l'entendre et la couvrait de cadeaux. Amoureux des arts, il introduisit l'opéra italien en France, invitant le chorégraphe Giovan Battista Balbi, le machiniste Giacomo Torelli ou le compositeur Francesco Cavalli.
Collège et bibliothèque
Par testament, Mazarin fit réaliser le collège des Quatre-Nations (devenu l'Institut de France), ainsi qu'en atteste l'inscription sur la façade du bâtiment « JUL. MAZARIN S.R.E CARD BASILICAM ET GYMNAS F.C.A M.D.C.LXI », qui signifie « Jules Mazarin, cardinal de la sainte église romaine catholique, a ordonné de construire cette église et ce collège en 1661 ». L'acquisition, en août 1643, de la bibliothèque du chanoine Descordes constitue l'acte fondateur de celle-ci : la bibliothèque Mazarine, issue de la bibliothèque personnelle du cardinal.

## Dynastie
La richesse du cardinal Mazarin et sa volonté de se lier à la haute aristocratie créèrent une dynastie. Ses deux sœurs non religieuses Laura Margherita et Geronima Mazzarini lui donnèrent une dizaine de neveux et nièces qu'il fit accéder aux situations les plus hautes en leur octroyant des postes (comme celui de lieutenant-capitaine des chevau-légers du roi pour son neveu Paul Jules Mancini) ou en favorisant des mariages avantageux pour ses nièces (moyen pour les Grands de bénéficier des grâces royales) surnommées « Mazarinettes » ou « Manchines » par les gens de la Cour surpris par leur teint mat.
Les sœurs Olympe, Marie, Hortense et Marie Anne Mancini furent célèbres pour leur beauté, leur esprit et leurs amours libérées.
- Olympe Mancini, courtisée par le roi, devint comtesse de Soissons en épousant Eugène-Maurice de Savoie-Carignan. Elle était la mère du fameux Prince Eugène, passé au service des Habsbourg, et tant de fois vainqueur des armées de Louis XIV.
- Marie Mancini fut le grand (et platonique) amour de jeunesse de Louis XIV, qui renonça à elle pour épouser sa cousine Marie-Thérèse d'Autriche.
- Hortense épousa le 28 février 1661 Armand-Charles de La Porte de La Meilleraye, duc de Mayenne, puis duc de Mazarin. Il est l'un des grands personnages de l'histoire de Mayenne. Il a acheté le duché en mai 1654. Puis, par alliances successives, le duché passa dans d'autres familles jusqu'à échoir à Louise d'Aumont, épouse d'Honoré IV de Grimaldi, prince de Monaco, ancêtre de l'actuel souverain de la principauté Albert II de Monaco.

Leur frère Philippe, duc de Nevers, épousa Diane de Thianges, nièce de Madame de Montespan ; ils furent les grands-parents de l'académicien Louis-Jules Mancini-Mazarini et également des ancêtres des actuels Grimaldi.
Pour avoir conté les amours des nièces avec Louis XIV, Abraham de Wicquefort s'est retrouvé embastillé.

## Blasonnement
Armes du cardinal Mazarin :
D'azur au faisceau de licteur d'or lié d'argent, la hache du même, à la faces de gueules brochant sur le tout chargée de trois étoiles d'or.
Le cardinal choisit comme pièce principale de son blason le faisceau de licteur, un signe de romanité (emblème du Sénat romain) qui permet de le rattacher aux grandes figures de l'Antiquité.

## Portraits

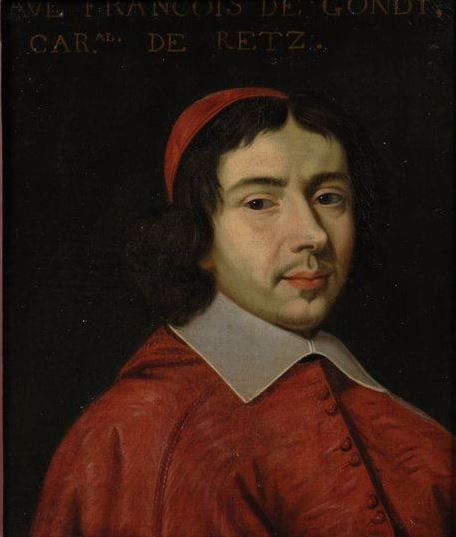
Jean-François Paul de Gondi, coadjuteur de Paris, puis cardinal de Retz, 1651.

Le cardinal de Retz, ennemi bien connu de Mazarin, dresse de lui dans ses mémoires un portrait subjectif :

« Sa naissance était basse et son enfance honteuse. Au sortir du Colisée, il apprit à piper, ce qui lui attira des coups de bâtons d'un orfèvre de Rome appelé Moreto. Il fut capitaine d'infanterie en Valteline ; et Bagni, qui était son général, m'a dit qu'il ne passa dans sa guerre, qui ne fut que de trois mois, que pour un escroc. Il eut la nonciature extraordinaire en France, par la faveur du cardinal Antoine Barberini, qui ne s'acquérait pas, en ce temps-là, par de bons moyens. Il plut à Chavigny par ses contes libertins d'Italie, et par Chavigny à Richelieu, qui le fit cardinal, par le même esprit, à ce que l'on a cru, qui obligea Auguste à laisser à Tibère la succession de l'Empire. La pourpre ne l'empêcha pas de demeurer valet sous Richelieu. La Reine l'ayant choisi faute d'autre, ce qui est vrai quoi qu'on en dise, il parut d'abord l'original de Trivelino Principe. La fortune l'ayant ébloui et tous les autres, il s'érigea et on l'érigea en Richelieu ; mais il n'en eut que l'impudence de l'imitation. Il se fit de la honte de tout ce que l'autre s'était fait de l'honneur. Il se moqua de la religion. Il promit tout, parce qu'il ne voulut rien tenir. Il ne fut ni doux ni cruel, parce qu'il ne se ressouvenait ni des bienfaits ni des injures. Il s'aimait trop, ce qui est le naturel des âmes lâches ; il se craignait trop peu, ce qui est le caractère de ceux qui n'ont pas de soin de leur réputation. Il prévoyait assez bien le mal, parce qu'il avait souvent peur ; mais il n'y remédiait pas à proportion, parce qu'il n'avait pas tant de prudence que de peur. Il avait de l'esprit, de l'insinuation, de l'enjouement, des manières ; mais le vilain cœur paraissait toujours au travers, et au point que ces qualités eurent, dans l'adversité, tout l'air du ridicule, et ne perdirent pas, dans la plus grande prospérité, celui de fourberie. Il porta le filoutage dans le ministère, ce qui n'est jamais arrivé qu'à lui ; et ce filoutage faisait que le ministère, même heureux et absolu, ne lui seyait pas bien, et que le mépris s'y glissa, qui est la maladie la plus dangereuse d'un État, et dont la contagion se répand le plus aisément et le plus promptement du chef dans les membres. »

Gondi est aussi proche du parti dévot opposé à la lutte jugée fratricide des deux royautés catholiques, la France et l'Espagne. Il se montre dans les rues de Paris, à cheval, en habits gris, des pistolets à l'arçon de sa selle.
Le peuple chante des louanges à son égard en faisant référence au combat entre David (Gondi) et Goliath (le couple Anne d'Autriche et Mazarin) :
Monsieur notre coadjuteur

Vend sa crosse pour une fronde

Il est vaillant et bon pasteur,

Monsieur notre coadjuteur

Sachant qu'autrefois un frondeur

Devint le plus grand roi du monde,

Monsieur notre coadjuteur

Vend sa crosse pour une fronde
Le 27 mai 2020, le Musée du Louvre préemptait à Paris chez Christie's un portrait inédit de Mazarin, dessiné par Simon Vouet. Pour 206 000 euros, cette feuille vient de rejoindre le département des arts graphiques du musée,.

### Maison de Mazarin à Pescina, Italie

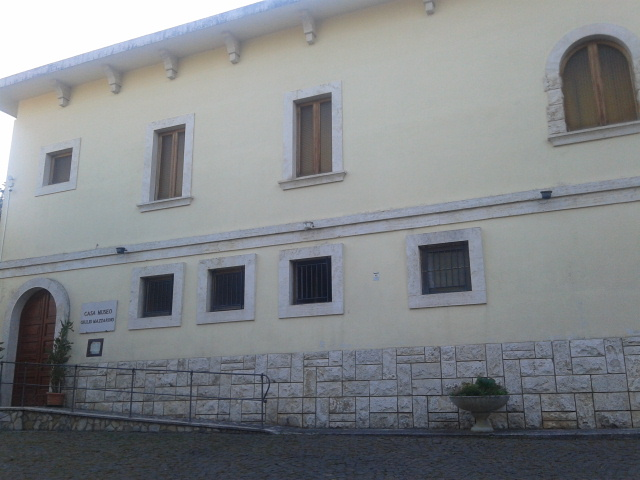
Maison du cardinal Mazarin.

La maison originale de Mazarin à Pescina était en forme de château, mais elle a été complètement détruite par un tremblement de terre en 1915. La nouvelle maison a été reconstruite en respectant le style architectural d'origine, mais a quelques différences. Le musée contient des souvenirs et manuscrits du cardinal, et abrite une collection privée d'art baroque.

## Œuvre littéraire
- Bréviaire des politiciens, ouvrage publié aux éditions Arléa, présenté par Umberto Eco qui indique que la première parution date de 1684. Umberto Eco indique que Dumas a dû en entendre parler et n'avoir qu'un résumé de ce bréviaire, ce qui expliquerait le personnage dont il a tracé le portrait dans Vingt ans après.
- Jules Mazarin (Auteur), Umberto Eco (Auteur) et François Rosso (Traduction), Bréviaire des politiciens, Arléa, coll. « Poche Retour aux grands textes », 2011, 137 p. (ISBN 978-2-86959-770-9).

## Dans les arts et la culture populaire

### Littérature

#### Roman
- Alexandre Dumas le met en scène dans Vingt ans après. D'Artagnan ainsi que Porthos deviennent ses créatures. Athos et Aramis se glissent du côté des princes, opposés au cardinal. Dumas le présente comme amant d'Anne d'Autriche.
- Dumas le remet en scène dans Le Vicomte de Bragelonne, où l'on assiste à sa fin dans le premier tiers du livre.

### Théâtre
- Le Diable rouge écrite par Antoine Rault et mise en scène par Christophe Lidon. La pièce retrace les derniers mois de la vie de Mazarin.

### Filmographie

#### Cinéma
- 1923 : Albert Bassermann dans L'Homme au masque de fer de Max Glass.
- 1935 : Robert Le Vigan dans Jérôme Perreau, héros des barricades d'Abel Gance.
- 1939 : Howard Brooks dans L'Homme au masque de fer de James Whale.
- 1954 : 
  - Nico Pepe dans Le Vicomte de Bragelonne de Fernando Cerchio.
  - Samson Fainsilber dans Si Versailles m'était conté….
- 1962 : Enrico Maria Salerno dans Le Masque de fer.
- 1963 : Folco Lulli dans D'Artagnan contro i tre moschettieri de Fulvio Tului.
- 1989 : Philippe Noiret dans Le Retour des Mousquetaires.
- 1992 : Anatoli Ravikovitch dans Les Mousquetaires vingt ans plus tard de Gueorgui Jungwald-Khilkevitch.
- 1993 : 
  - Anatoli Ravikovitch, dans Le Secret de la reine Anne ou les Mousquetaires trente ans plus tard.
  - Paolo Graziosi, dans Louis, enfant roi.
- 1994 : Luigi Proietti dans La Fille de d'Artagnan.
- 2000 : Serge Feuillard dans Le Roi danse de Gérard Corbiau.
- 2002 : Jean Rochefort dans Blanche.
- 2009 : Anatoli Ravikovitch dans Vozvrashchenie mushketyorov, ili Sokrovishcha kardinala Mazarini (Les Trésors du cardinal Mazarin ou le Retour des Mousquetaires).
- 2018 : Alessandro Haber dans Moschettieri del re: La penultima missione de Giovanni Veronesi.
- 2024 : Grégory Gadebois dans Les Chèvres ! de Fred Cavayé.

#### Télévision

##### Documentaire
- L'émission Secrets d'Histoire, intitulée Mazarin, les liaisons dangereuses, lui est consacrée. Le documentaire retrace les grandes étapes de sa vie, sa carrière au service du Pape, son influence politique vis-à-vis d'Anne d'Autriche, ainsi que la période de troubles politiques qui frappent le royaume de France durant La Fronde et auxquels il doit faire face[126],[127].

##### Feuilleton
- 1967 : Giani Esposito dans Le Chevalier Tempête d'André-Paul Antoine et Pierre-Aristide Bréal.
- 1978 : François Périer dans Mazarin scénarisé par Pierre Moinot et réalisé par Pierre Cardinal.

##### Téléfilm
- 1966 : Giulio Cesare Silvagni dans La Prise de pouvoir par Louis XIV de Roberto Rossellini.
- 2005 : Gérard Depardieu dans La Femme mousquetaire.
- 2009 : Philippe Torreton dans La Reine et le Cardinal.
- 2010 : Jean-Pol Dubois dans Le Roi, l'Écureuil et la Couleuvre.

##### Série
- 1966 : William Dexter dans The Three Musketeers de Peter Hammond et William Sterling.
- 1977 : Sergio Nicolai dans D'Artagnan amoureux.
- 2005 : Michael Ironside dans Young Blades.

### Bibliographie

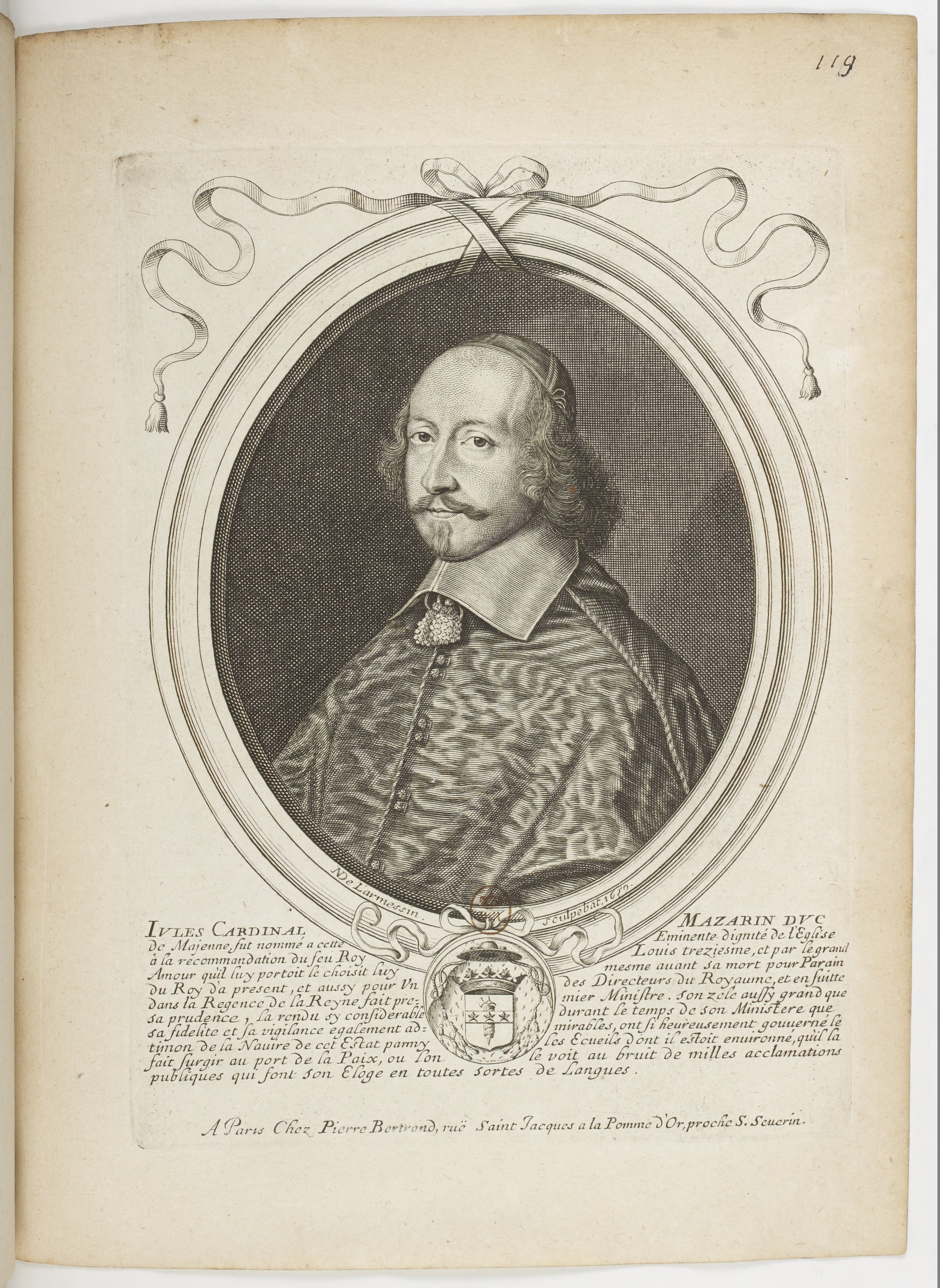
Estampes par Nicolas Ier de Larmessin, 1690, Jules Mazarin, cardinal.